# История Русской православной церкви заграницей
История возникновения Русской православной церкви заграницей связана с гражданской войной в России (1917—1923), когда многие епархии оказались отрезанными от Высшего церковного управления в Москве линией фронта. В целях упорядочения церковной жизни в мае 1919 года в Ставрополе Кавказском — на территории, контролировавшейся белым движением был проведён собор, образовавший Временное Высшее Церковное Управление Юго-Востока России, к которому возводит начало своей истории современная РПЦЗ. Данный орган взял на себя управление церковными делями на контролируемом белым движением Юге России, а с поражением белого движения переместился за рубеж, начав претендовать на управление всеми русскими приходами за границей. В декабре 1920 года ВВЦЮ, уже находясь в оккупированном войсками Антанты Константинополе, было преобразовано во Временное высшее церковное управление за границей, вскоре переименованное в Высшее русское церковное управление за границей. 2 сентября 1922 года вместо ВЦУЗ был создан временный Архиерейский Синод РПЦЗ, который 31 мая 1923 года становится постоянным исполнительным органом высшей церковной власти за границей. В силу идеологических и личных разногласий между представителями белой эмиграции Архиерейский синод РПЦЗ не смог объединить под своим началом все русские приходы за границей. Те клирики, миряне, приходы, монастыри, братства и т. д., которые признали вышеперечисленные органы управления и подчинись им, составили Русскую православную церковь заграницей, история которой рассматривается в настоящей статье. До сентября 1944 года административный центр РПЦЗ (резиденция Первоиерарха и архиерейского синода) находился в Сремских Карловцах (Королевство Югославия), на территории юрисдикции Сербской Церкви, под покровительством которой находилось руководство РПЦЗ. Вскоре после Второй мировой войны административный центр РПЦЗ переместился в город Нью-Йорк (США), где остаётся и поныне. Ввиду того, что становление РПЦЗ произошло в эпоху пребывания её центра в Сремских Карловцах, её приверженцы и впоследствии часто именовались неофициально, особенно в СССР, карловчанами.
Для представителей РПЦЗ во все периоды её истории было характерно осознание себя как части Русской православной церкви. В мае 2007 года РПЦЗ объединилась с Московским патриархатом (РПЦ), в который она вошла в качестве самоуправляемой церкви, сохранив административную автономию (в том числе и на территориях (епархиях), где существуют епархии, непосредственно подчинённые Московскому патриархату) и сложившиеся в ней традиции. В свою очередь, наследие РПЦЗ было признано наследием всей Русской православной церкви, в связи с чем история Русской зарубежной церкви является историей Русской православной церкви.

## Формирование (1919—1925)
Гражданская война, разделившая Россию линиями фронтов, стала причиной нарушения связей между предстоятелем Русской Церкви патриархом Тихоном и епархиями, оказавшимися на территориях, занятых белыми армиями. Такая ситуация создавала массу проблем на местах, так как количество вопросов, связанных с церковной жизнью и требовавших санкции высшей церковной власти, с каждым днём увеличивалось. В мае 1919 года в Ставрополе Кавказском — на территории, контролировавшейся Белым движением, — было образовано Временное Высшее Церковное Управление Юго-Востока России под председательством архиепископа Новочеркасского и Донского Митрофана (Симашкевича), который после поражения армии Антона Деникина на Кубани в марте 1920 года остался в Новочеркасске. В сентябре 1920 года Пётр Врангель пригласил для участия в церковном руководстве в Крым, куда переместилось ВВЦУ ЮВР, митрополита Антония (Храповицкого), который по прибытии в Крым стал почётным председателем Церковного управления. Ещё находясь в России, ВВЦУ ЮВР стало брать на себя решение проблем, связанных с внешней деятельностью Русской Церкви из-за невозможности московской церковной власти контактировать со своими зарубежными миссиями и приходами, а также с Поместными Церквами и инославным миром. Учреждение ВВЦУ было легитимизировано изданием Постановления Патриарха Тихона, Священного Синода и Высшего Церковного Совета от 7/20 ноября 1920 № 362 — Акта, рассматриваемого канонистами РПЦЗ в качестве основного правоустанавливающего документа. 2/15 октября 1920 года ВВЦУ Юга России в Симферополе назначило управляющим западноевропейскими русскими церквами архиепископа Евлогия (Георгиевского) на правах епархиального архиерея, что было подтверждено Указом Патриарха Тихона от 26 марта/8 апреля 1921 года («ввиду состоявшегося постановления Высшего Русского Церковного Управления заграницей») — «временно, впредь до возобновления правильных и беспрепятственных сношений означенных церквей с Петроградом» (поскольку заграничные приходы исторически находились в подчинении Санкт-Петербургской епархии). Управляющим русскими приходами в Константинополе и представителем ВВЦУ при Константинопольском Патриархе на том же заседании был назначен архиепископ Анастасий (Грибановский).
14 октября 1920 года, ещё находясь в Крыму, ВВЦУ ЮВР постановило, что все «русские церкви за границей» Высшее Церковное Управление считает находящимися в своем подчинении — впредь до установления связи с патриархом Московским и всея России. К 6/19 ноября 1920 года в оккупированный тогда войсками Антанты Константинополь прибыли и сосредоточились на Босфоре бывшие до того под предводительством Главнокомандующего Вооружёнными силами Юга России в Крыму генерала Петра Николаевича Врангеля свыше 125 кораблей русского и иностранных флотов, переполненные беженцами из Крыма в числе около 150-ти тысяч. Среди них была группа архиереев во главе с митрополитом Антонием (Храповицким). По совету Севастопольского епископа Вениамина (Федченкова), 19 ноября на борту парохода «Великий князь Александр Михайлович» состоялось первое заграничное заседание ВВЦУ Юга-Востока России, в котором приняли участие митрополит Киевский Антоний (Храповицкий), митрополит Одесский Платон (Рождественский), архиепископ Полтавский Феофан (Быстров) и епископ Севастопольский Вениамин (Федченков). В частности, было постановлено «снестись с Константинопольской Патриархией для выяснения канонического взаимоотношения». 2 декабря 1920 года митрополиту Антонию была направлена Грамота Синода Константинопольской Патриархии (во главе Синода стоял тогда местоблюститель Патриаршего Престола митрополит Прусский Дорофей (Маммелис)), которая предоставляла «русским иерархам» право «исполнять для русских православных беженцев все, что требуется Церковью и религией для утешения и ободрения православных русских беженцев». Им разрешалось «образовать для пастырского служения временную церковную комиссию (Эпитропию) под предначальственным управлением Вселенской Патриархии для надзора и руководства общей церковной жизнью русских церковных колоний, в пределах православных стран, а также для русских воинов <…>». В декабре того же года ВВЦУ ЮВР было преобразовано в Высшее Русское Церковное Управление за границей (ВРЦУЗ). Последнее заседание ВРЦУЗ в Константинополе состоялось 29 апреля (12 мая) 1921 года.
Между тем, к тому времени за пределами России оказалось более 30 архиереев. В Западной и Центральной Европе проживали: митрополит Киевский и Галицкий Антоний (Храповицкий), архиепископы Евлогий (Георгиевский), Феофан (Быстров), епископы Феофан (Гаврилов), Дамиан (Говоров), Серафим (Соболев), Гавриил (Чепур), Сергий (Петров) и другие. Часть епископов вместе с остатками белых армий переселилась в Маньчжурию: архиепископ Мефодий (Герасимов), епископы Нестор (Анисимов) и Мелетий (Заборовский). Некоторые архиереи оказались за пределами России вследствие изменения государственных границ: архиепископ Выборгский и Финляндский Серафим (Лукьянов) и архиепископ Литовский и Виленский Елевферий (Богоявленский). Потеряли связь с московской церковной властью глава миссии в Пекине архиепископ Иннокентий (Фигуровский), глава миссии в Японии архиепископ Сергий (Тихомиров), а управлявший приходами в Северной Америке епископ Канадский Александр (Немоловский).
Вопреки укоренившемуся представлению о приглашении, направленном Патриархом Сербским Димитрием русскому заграничному епископату, архивные источники свидетельствуют, что митрополит Антоний (Храповицкий) официально обратился к сербским церковным властям с просьбой перевезти из Константинополя в Королевство сербов, хорватов и словенцев русских иерархов, священников и их паству. 30 июня 1921 года Архиерейский собор Сербской православной церкви принял к рассмотрению просьбу митрополита Киевского Антония «перевести русскую церковную администрацию из Константинополя в Сербию». Патриарх Сербский Димитрий предоставил свою резиденцию распоряжение русских архиереев. В Сербию ещё раньше, 5 февраля 1920 года, прибыло 5 русских архиереев, эвакуировавшихся из Новороссийска в январе 1920 года. Первое заседание ВРЦУЗ в Сремских Карловцах состоялось 21 июля 1921 под председательством митрополита Антония (Храповицкого).
В июле 1921 года иерархи находившиеся в тот момент в Карловцах митрополит Антоний (Храповицкий), архиепископ Феофан (Быстров) и епископ Вениамин (Федченков) обратились к Патриарху Тихону с посланием, где заявляли, что о признании
Высшего Русского Церковного Управления им стало известно из Патриаршего указа архиепископу Серафиму (Лукьянову) 8 апреля 1921 года. Архиереи просили разъяснить им объём полномочий и обязанностей. В письме содержится просьба, чтобы Высшему Русскому Церковному Управлению заграницей «даны были полномочия по управлению всеми частями Российской церкви за рубежом России находящимися, включая сюда и Американскую, и Японскую, и Китайскую Церкви и церкви автономных областей и проч» с предоставлением ВРЦУЗ всех прав и полномочий в отношении церквей за рубежом, с ответственностью перед Патриархом. В качестве обоснований для такого решения указывалось: за рубежом виднее проблемы, русскому зарубежью по всему миру легче сноситься друг с другом, чем с Патриархом, сношения с которым сложны, а порой и невозможны; русских эмигрантов необходимо сплотить; отделившиеся от Московской Патриархии Церкви скорее пойдут на контакт с ВРЦУЗ, чем с Патриархом; ВРЦУЗ de facto признано как орган, объединяющий зарубежные церкви. Упоминается о желательности присвоить титул «Наместника Патриарха» председателю ВРЦУЗ. Тогда же митрополит Антоний (Храповицкий) обратился к Патриарху с докладом, где подтверждает факт, что Патриарший указ архиепископу Серафиму № 424 был воспринят в Русской Зарубежной Церкви как признание ВРЦУЗ. Далее митрополит Антоний пишет, что в указе «ничего не было сказано о дальнейшем каноническом положении православных церквей в государственных новообразованиях: Финляндии, Эстонии, Латвии, Литве и Польше, а также в Сев[ерной] Америке, Японии, Китае и Урмии, а между тем Церкви новых государств начинают обращаться с некоторыми вопросами в Высшее Русское Церковное Управление заграницей». Митрополит Антоний спрашивал, не будет ли разумным учредить для руководства упомянутыми Церквами «Высшего Управления Российскою Церковью за границей», с подчинением её Патриарху Московскому, а также учредить должность Наместника Патриарха заграницей. Кроме того, митрополит Антоний просит благословения на созыв «Заграничного собрания Российской Церкви». 13 октября 1921 года Патриарх Тихон, Священный Синод и Высший Церковный Совет Российской Православной Церкви признали нецелесообразным учреждение должности Патриаршего наместника «как ничем не вызываемое», Высшее Церковное Управление оставили «с прежними его полномочиями», не распространяя сферу его действия на Польшу и Прибалтику, а сообщение о предстоящем собрании приняли к сведению.
31 августа 1921 года Архиерейский собор Сербской православной церкви предоставил ВЦУ заграницей право юрисдикции над русским духовенством, не состоящим на службе в Сербской Церкви. 8 — 20 ноября (по юлианскому календарю) 1921 года в Сремских Карловцах состоялось Всезаграничное Русское Церковное Собрание, впоследствии переименованное в Собор. На соборе был заслушан «Наказ Собору», приняты Обращение к воинам русской армии, Послание чадам Русской православной Церкви, в рассеянии и изгнании сущим, а также Послание к мировой Конференции (Генуэзской) с призывом не допускать на эту конференцию представителей советского государства. Ряд заявлений Собора носил чисто политический характер, в частности призыв к восстановлению на российском престоле «законного православного царя из дома Романовых» и прямой призыв к мировым державам оказать помощь для вооружённого свержения режима в РСФСР. Резолюция косвенно затрагивала и патриарха и органы ВЦУ в Москве, поскольку в положении о Карловацком Соборе прямо указывалось, что это церковное собрание во всех отношениях признает над собой полную власть Святейшего Патриарха Московского. Кроме того, все постановления Собора начинались словами: «По благословению Святейшего Патриарха Тихона», хотя на деле ни один из документов этого собрания не был послан на утверждение патриарху. Собор образовал Высшее русское церковное управление за границей (ВРЦУ) под председательством митрополита Антония, которому было усвоено звание заместителя патриарха. ВРЦУ состояло из архиерейского Синода и Высшего Церковного Совета и претендовало на возглавление церковной жизни всего русского зарубежья.
3 (16) марта 1922 года Патриарх Тихон официально поблагодарил сербского Патриарха Димитрия за то, что он предоставил убежище русским архиереям. 5 мая 1922 года в Москве в соединённом присутствии Священного Синода и Высшего церковного совета под председательством Патриарха Тихона было вынесено постановление, которое в виде указа Патриарха было выслано возведённому в сан митрополита Евлогию (Георгиевскому) для передачи во ВЦУЗ. Указ признавал «Карловацкий Собор заграничного русского духовенства и мирян не имеющим канонического значения и послание его о восстановлении династии Романовых и обращение к Генуэзской Конференции не выражающим официального голоса Русской православной церкви», а Высшее Церковное Управление заграницей упразднялось «Ввиду того, что заграничное Русское Церковное Управление увлекается в область политического выступления, — а с другой стороны, заграничные русские приходы уже поручены попечению проживающего в Германии Преосвященного Митрополита Евлогия». По ознакомлении с указом, большинство членов ВЦУЗ пришло к мнению о том, что он был подписан под давлением большевиков. В русских зарубежных приходах начался сбор подписей под обращениями к митрополиту Антонию с просьбой не уходить на покой.
2 сентября 1922 года собравшийся в Сремских Карловцах Архиерейский Собор формально исполнил волю патриарха Тихона, распустив Высшее Русское Церковное Управление, но, предполагая, что указ Патриарха Тихона был дан под давлением советской власти, учредил вместо ВРЦУ Временный Заграничный Архиерейский Синод из пяти человек и постановил «для организации новой Высшей церковной власти» созвать 21 ноября 1922 года Русский Всезаграничный Церковный собор. «В целях сохранения правопреемства Высшей Церковной власти» создавался Архиерейский Синод «с обязательным участием митрополита Евлогия». Предполагались регулярные созывы архиерейских соборов. Митрополит Евлогий отказался принять на себя власть в Зарубежной Церкви и заявил, что она должна принадлежать Архиерейским соборам, а в перерывах между ними Архиерейскому Синоду. Управляющим Североамериканской епархией был назначен митрополит Платон (Рождественский).
Открывшийся 31 мая 1923 года Архиерейский Собор РПЦЗ в тот же день сделал архиерейский собор, а не собор из числа клириков и мирян высшим органом власти в РПЦЗ. Архиерейский собор должен был собираться один раз в год. Таким образом, вопреки мнению ряда иерархов и требованиям различных эмигрантских организаций, Архиерейский собор решил вопрос о дальнейшем управлении Русской Православной Церковью заграницей без участия мирян. 31 мая принято и Положение об Архиерейском Синоде, согласно которому, Архиерейский Синод должен действовать в промежутках между Соборами. Он имел право временно, до Собора, замещать епископские кафедры, рассматривать жалобы по бракоразводным делам и суду над клириками. Синоду было предоставлено право сношения с государствами и автокефальными церквами. Были анафематствованы обновленческий собор 1923 года, его участники и последователи.

## Разделения в церковной эмиграции и разрыв с Московской Патриархией
После 1923 года стали ухудшаться отношения между Архиерейским синодом РПЦЗ и митрополитом Евлогием (Георгиевским), который всё меньше оглядывался на Архиерейский Синод и вскоре прекратил поминовение митрополита Антония за богослужением. Причиной этого было различие во взглядах на церковное управление за границей: митрополит Евлогий соглашался признать за Архиерейским синодом только моральный авторитет, добиваясь самостоятельности для себя и своей епархии, в то время как Архиерейский синод настаивал на централизации церковного управления, видя свою цель в сохранении единства Русской Церкви в эмиграции. Конфликт подогревался различиями в политических воззрениях между окружением митрополита Антония и митрополита Евлогия. 29 июня 1926 года митрополит Евлогий демонстративно покинул Архиерейский собор в Сремских Карловцах. В отсутствие митрополита Евлогия собор принял решение о выделении самостоятельной Берлинской епархии и выведение из его подчинения приходов в Южной Америке. Кульминацией разделения было запрещение митрополита Евлогия в священнослужении решением Архиерейского Синода от 26 января 1927.
31 января 1927 года митрополит Платон (Рождественский) и 4 из 5 викарных архиереев Северо-Американской епархии, обратились к американской пастве с заявлением о неканоничности Архиерейского Синода РПЦЗ в Сремских Карловцах. Заявивший о своей поддержке Синода РПЦЗ Сан-Францисский епископ Аполлинарий (Кошевой) 1 февраля того же года от был уволен митрополитом Платоном. 31 марта того же года Синод РПЦЗ признал это увольнение неканоничным и поручил епископу Аполлинарию временное управление новосозданной Североамериканской епархией РПЦЗ. В юрисдикции митрополита Платона (Рождественского) перешло около 200 приходов, в РПЦЗ осталось около 60 приходов.
5 сентября 1927 году Архиерейский Собор РПЦЗ, заслушав Послание заместителя патриаршего местоблюстителя митрополита Сергия и Временного Патриаршего Священного Синода от 16/29 июля 1927 года («Декларацию митрополита Сергия»), постановил: «Заграничная часть Всероссийской Церкви должна прекратить сношения с Московской церковной властью ввиду невозможности нормальных сношений с нею и ввиду порабощения её безбожной советской властью, лишающей её свободы в своих волеизъявлениях и каноническом управлении Церковью». Тот же собор подтвердил законность запрещения митрополита Евлогия и вынес решение восстановить общение с польскими иерархами, что однако не означало для Зарубежной Церкви признания автокефалии Польской церкви, которая была выдана Константинопольским патриархатом в 1924 году без согласия на то Московского патриархата.
Оказавшись под запретом со стороны Архиерейского Синода РПЦЗ, митрополит Евлогий признал митрополита Сергия (Страгородского) и его Синод, к которому обратился с апелляцией. Постановлением митрополита Сергия и Временного Патриаршего Синода от 9 мая 1928 года за № 104 «Архиерейский Собор и Синод в Карловцах, являющийся не чем иным, как продолжением бывшего Временного Высшего Управления русскими церквами за границей» упразднялись, а их действия и распоряжения объявлялись не имеющими канонической силы и отменёнными, а также признавались «самочинием, весьма опасным для церковного порядка и даже единства Русской Православной Церкви, не только за границей, но и в пределах СССР <…> и навлекающим на виновников его тяжкие взыскания по церковным канонам». Действия митрополита Евлогия были восприняты в РПЦЗ как открытое предательство русских церковных интересов и воспринимались даже тяжелее, чем разделение с Московской Патриархией: Действия митрополит Сергия (Страгородского) эмигранты могли объяснить давлением на него ОГПУ, в то время как на митрополит Евлогий сделал этот шаг добровольно.
22 июня 1934 года Заместитель Патриаршего Местоблюстителя митрополит Сергий и Патриарший Священний Синод при нём издали постановление «О Карловацкой группе», согласно которому «Заграничные русские архиереи и клирики так называемой Карловацкой группы» предавались церковному суду по обвинению в нарушении правил Святых Апостолов 31, 34, 35; Двукратного Собора 13-15 и других «с устранением обвиняемых впредь до их раскаяния или до решения о них суда от церковных должностей (если таковые они занимают)». Тем же решением митрополит Сергий и его Синод до решения церковного суда запрещали в священнослужении «бывшего Киевского митрополита Антония, бывшего Кишинёвского архиепископа Анастасия, бывшего Забайкальского архиепископа Мелетия, бывшего Финляндского архиепископа Серафима, бывшего Камчатского епископа Нестора, а также епископа Тихона (Лященко), епископа Тихона, возглавляющего карловчан в Америке, и епископа Виктора — в Пекине». 10 сентября 1934 года Архиерейский Собор в Сремских Карловцах особым постановлением отверг Указ митрополита Сергия; постановление было подписано 17 епископами, не считая подписи митрополита Антония. Вместе с тем, суд над зарубежными архиереями, о котором говорится в решении от 22 июня 1934 года, в итоге так и не состоялся.
4 сентября 1934 года Архиерейский собор РПЦЗ постановил: Собор постановил: «Установить в Северной Америке две епархии — восточную часть Северной Америки и восточную часть Канады с местопребыванием епископа в Нью-Йорке, и западную, включающую в себя Западную часть Северной Америки и западную часть Канады и Аляску, с местопребыванием епископа в Сан-Франциско (Калифорния)». На первую кафедру назначался епископ Виталий (Максименко) с титулом «Североамериканский и Канадский», на вторую — епископ Тихон (Троицкий) с титулом «Западноамериканский и Сан-Францисский». Епископы Феодосий (Самойлович) и Иоасаф (Скородумов) становились викариями Североамериканской и Канадской епархии. Для поднятия статуса епископов Виталия и Тихона было решено возвести их в сан архиепископов.

## 1930-е годы. Попытки объединения
В середине 1930-х годов предпринимались усилия по нормализации церковной жизни русской диаспоры, в первую очередь по соединению всех русских юрисдикций за рубежом в одну. Близкий к митрополиту Антонию внук последнего председателя Государственной думы Владимир Родзянко взял на себя посредничество в примирении митрополитов Антония и Евлогия, передав митрополиту Евлогию письмо от митрополита Антония. В мае 1934 года митрополит Евлогий прибыл в Белград. Митрополиты примирились и прочли друг над другом разрешительную молитву. Архиерейский синод РПЦЗ, однако, счёл это недостаточным для возобновления общения с митрополитом Евлогием; и он не был допущен до сослужения с карловацкими архиереями. Усилия патриарха Сербского Варнавы довести дело примирения до конца успехом не увенчались. В августе 1934 года архиерейский собор в Сремских Карловцах, на который митрополит Евлогий был приглашён, но не прибыл, снял с него запрещения, но самого митрополита Евлогия это постановление не удовлетворило, так как он был не согласен с формулировками решения о том, что он «сам осудил свой поступок», «сам просил простить меня», считая, что само запрещение было незаконным. В окружении митрополита Евлогия в Париже большинство было против возобновления общения с карловчанами. Возобновление общения на практике не состоялось, оставались взаимное недоверие, соперничество, взаимные претензии; карловчане вновь стали обвинять митрополита Евлогия в том, что он «продался грекам».
Инициативу примирения и улаживания споров в русской церковной диаспоре взял на себя патриарх Сербский Варнава, под председательством которого в ноябре 1935 года в Сремских Карловцах состоялось Совещание заграничных русских архиереев, в котором участвовали архиереи, принадлежавшие всем ветвям церковной диаспоры. Был принят «Проект временного Управления Русской Церкви за границей», согласно которому Синоду предоставлялось право поставлять епископов в автономные митрополичьи округа: Балканский во главе с архиепископом Анастасием (Грибановским), Западно-Европейский во главе с митрополитом Евлогием, Северо-Американский во главе с митрополитом Феофилом (Пашковским) и Дальневосточный во главе с епископом Хайларским Димитрием (Вознесенским). Новый глава Американского округа митрополит Феофил поддержал это решение. Митрополит Евлогий возражал против проекта «Положения», но в конце концов согласился подписать его, выговорив для себя следующие условия: «Временное положение» должно быть одобрено епархиальным собранием в Париже и утверждено Константинопольским патриархом. Кроме того, по его настоянию были приняты следующие поправки: 1) сослужение священнослужителей всех областей русской эмиграции; 2) осуждение недружественных выступлений клириков одной ориентации против клириков других направлений; 3) запрет создавать приходы параллельных юрисдикции на одной территории; 4) запрет неканонических переходов священников из одной епархии в другую. Собор завершился Божественной литургией, которую совершил патриарх Варнава в сослужении русских и сербских архиереев. Евхаристическое общение с митрополитом Евлогием было восстановлено, но ненадолго, так как Епархиальное собрание, созванное в Париже митрополитом Евлогием по докладу графа Коковцева, отказалось утвердить «Временное положение».
С конца 1935 года Рейхсминистерство церковных дел свою начало политику определённого покровительства РПЦЗ. Ставка на РПЦЗ была сделана в связи с тем, что с одной стороны на территории Германии в 1930-е года русские эмигранты составляли большую часть всех православных, и греки, болгары, сербы, румыны зачастую входили в русские приходы, с другой стороны нацистское государство не доверяло Временному Западноевропейскому зкзархату с центром во Франции. На «евлогианские» приходы стало оказываться давление с целью побудить их переходит в РПЦЗ. 24 апреля 1936 года Рейхсминистерство церковных дел Германии сообщило митрополиту Антонию о решении правительства Пруссии и возможности строительства нового кафедрального собора Воскресения Христова в Берлине на Гогенцоллерндамм частично на средства министерства. В ответ митрополит Антоний в благодарственном письме писал министру Гансу Керлю: «В то время, когда Православная Церковь на нашей Родине подвергается беспрецедентным преследованиям, нас особенно трогает внимание Германского правительства и ваше лично, пробуждает в нас чувство глубокой благодарности германскому народу и его славному вождю Адольфу Гитлеру и побуждает нас к сердечной молитве за его и германского народа здоровье, благополучие и о Божественной Помощи во всех их делах»
В мае 1936 года состоялся совет русских епископов Америки, который включал в себя и проживавших в США епископов РПЦЗ. Совет ратифицировал «Временное положение», подтвердив одновременно автономный статус Американского округа. В октябре 1937 года в Нью-Йорке состоялся VI Всеамериканский собор, одобривший решения 1935 года. Вместе с тем, достигнутое соглашение было непрочным, а объединение было скорее формальным, обусловленным соображениями церковной дисциплины. Дмитрий Поспеловский писал, что «для большинства православных американцев, в основном западноукраинского происхождения, группа эмигрантских епископов-монархистов, сидящих в Югославии, ничего не значила». Неприязненные отношения между приходами «карловацкой» и собственно американской ориентации сохранялись.
В сентябре 1936 года уже после смерти митрополита Антония (Храповицкого) Патриарх Сербский Варнава созвал Совещание архиереев РПЦЗ, которое приняло «Временное положение о Русской православной церкви заграницей». Первая глава «Положения» определяла Русскую церковь за пределами СССР следующим образом: «Русская православная церковь заграницей, состоящая из находящихся за пределами России епархий, духовных миссий и церквей, есть неразрывная часть Российской Православной Церкви, временно существующая на автономных началах. Имя Местоблюстителя Всероссийского Патриаршего Престола Митрополита Петра всегда возносится за богослужением во всех заграничных церквах». «Положение» делило РПЦЗ на четыре области: Западно-Европейскую, Ближне-Восточную, Северо-Американскую и Дальне-Восточную, в каждой из которых должен быть образован митрополичий округ.
В конце 1936 года пришла весть (как окажется много позже, — неверная) о кончине Патриаршего местоблюстителя митрополита Петра, о чём на Западе узнали через митрополита Елевферия. В Москве Заместитель Местоблюстителя митрополит Сергий возложил на себя звание Патриаршего местоблюстителя. На Архиерейском соборе РПЦЗ в декабре 1937 года был составлен «Акт о законном преемстве звания Местоблюстителя московского патриаршего престола и возглавления Русской православной церкви после смерти Митрополита Крутицкого Петра». Признав притязания митрополита Сергия незаконными, Архиерейский собор признал митрополита Казанского Кирилла законным Местоблюстителем, не зная о его расстреле 20 ноября 1937 года. Однако, «чтобы не навлечь на него тяжких гонений со стороны безбожной власти», Архиерейский собор признал невозможным открыто поминать митрополита Кирилла. Вместо этого Собор постановил поминать «Православное Епископство Церкве Российския».
25 февраля 1938 года был издан декрет правительства Германии о переходе всех церковных имуществ в распоряжение Рейхсминистерства церковных дел.
С 14 по 24 августа 1938 года в Сремских Карловцах под председательством митрополита Анастасия прошёл Второй всезарубежный собор, в котором приняли участие 97 человек: 13 епископов, 26 священников и 58 мирян. Вопреки названию, собор нельзя было считать представлявшим всё русское церковное зарубежье, так как в нём не были представлены ни зарубежные приходы Московского патриархата, ни представители Западноевропейского экзархата Константинопольской патриархии. Помимо рассмотрения текущих дел, Собор обратился с двумя посланиями: «К русскому Народу, в Отечестве страждущему» и «К Русской пастве, в рассеянии сущей». Собор осудил учение священника Сергия Булгакова о Софии, подтвердив прежнюю квалификацию (Архиерейским собором 1935 года) его учения как ереси. Собор не достиг главной своей цели, ради которой он был созван — объединения русской эмиграции.

## РПЦЗ во время Второй мировой войны
Рейхсминистерство религиозных культов поддержало Германскую епархию Русской зарубежной церкви (РПЦЗ), находившейся в оппозиции к Московскому Патриархату, и предоставило ей государственный статус «корпорации публичного права», имевшийся только у лютеран и католиков. В 1938 году нацисты финансировали строительство в Берлине нового кафедрального собора Воскресения Христова РПЦЗ на Гогенцоллерндамм, а также капитальный ремонт 19 православных храмов. При этом, храмы другой русской православной юрисдикции — Западноевропейского экзархата русских приходов — были конфискованы и переданы РПЦЗ.
После занятия в апреле 1941 года Белграда германскими войсками последовали репрессии против руководства Сербской Церкви; 25 апреля Патриарх Гавриил был арестован. Отношение военной администрации в Югославии к Архиерейскому Синоду было более благожелательным. По воспоминаниям Георгия Граббе, «Переписка с какими-либо странами оказалась невозможной. Мы сделались совершенно изолированными. Те сношения, которые перед тем были с Америкой и Дальним Востоком, тоже оказались совершенно невозможными. Незадолго до этого мы получали деньги из Америки, совершенно регулярно переписывались с Харбином, а теперь даже и в Германию почта не шла». 22 июня 1941 года в покоях первоиерарха РПЦЗ, митрополита Анастасия был произведен обыск сотрудниками гестапо, в котором он слыл англофилом. Также были произведены обыски в канцелярии Архиерейского Синода и на квартире правителя дел синодальной канцелярии Григория Граббе. Митрополит Анастасий воздержался от издания какого-либо послания в связи с началом войны на территории СССР, хотя некоторая часть русских эмигрантов приветствовала начало войны между Германией и СССР, связывая с ним скорый крах большевистского режима в России. Отдельные иерархи, как то митрополит Западно-Европейский Серафим (Лукьянов) в своём послании от 22 июня 1941 года, а также Архиепископ Берлинский и Германский Серафим (Ляде), бывший этническим немцем, и некоторые другие клирики РПЦЗ поддержали «освободительный поход» вермахта против СССР, но даже иерархи и священники, поддержавшие Гитлера, не были сторонниками его нацистской политики. Не разделяли они и планы германского руководства по расчленению России. В последующие годы войны иерархи Русской Зарубежной Церкви не имели единого взгляда на её исход, одни считали поражение Советского государства благом для России, другие — катастрофой.
Архиерейский Синод РПЦЗ с лета 1941 года, избегая проявлять своё одобрение политике III рейха, всячески старался использовать сложившуюся ситуацию для желаемого участия в церковном и национальном возрождении России. С этой целью он пошёл на контакт с германскими ведомствами и относительно редко открыто критиковал те или иные их действия. Основной целью Синода в сношениях с германскими ведомствами была задача участия в церковном возрождении на занятой вермахтом территории СССР. Но направленная в Рейхсминистерство церковных дел Анастасием 26 июня 1941 года просьба о разрешении ему на проезд в Берлин для обсуждения вопроса об организации на «восточных территориях» церковной власти была отклонена вследствие неприятия таких предложений другими ведомствами Третьего рейха. 1 октября 1941 года митрополит Анастасий отправил в Берлин мнение Архиерейского Синода о положении церковных дел в России, которое предусматривало «возобновление церковной жизни в освобожденных от коммунистической власти областях» и «воссоздание законной всероссийской церковной власти»; предлагалось предоставить Синоду возможность командировать епископов в Россию, а также в перспективе созыв «в Москве в возможно ближайшее время по освобождении ея» Собора «из всех наличных епископов Русской Церкви, не скомпрометированных сотрудничеством с митрополитом Сергием и особенно участием в его Синоде, во главе со старейшим из них и составить временное высшее церковное управление, которое впоследствии созвало бы и Всероссийский Собор для восстановления Патриаршества и суждения о дальнейшем устройстве Русской Церкви». Однако, несмотря на проводимую руководством Германии политику религиозного и юрисдикционного плюрализма на занятых территориях Союза ССР, отношение к РПЦЗ было недоверчивым и её деятельность на территории СССР имела крайне ограниченный характер; сам митрополит Анастасий находился под фактическим домашним арестом. Тем не менее, митрополит Анастасий отправлял на оккупированные территории СССР как через берлинского иерарха Серафима, так и напрямую, собранные в Сербии антиминсы, нательные крестики, богослужебные книги. Особенно активно такая деятельность осуществлялась в 1942—1943 годы.
В мае 1942 года архиепископ Гермоген (Максимов), шантажируемый угрозой дальнейших преследований сербов, уступил сильнейшему давлению властей пронацистского Независимого государства Хорватия. 29 мая он встретился с Анте Павеличем, который 5 июня назначил его Хорватским митрополитом с резиденцией в Загребе. Митрополит Анастасий категорически не признал образования Хорватской православной церкви и запретил архиепископа Гермогена в священнослужении. Давление германских властей с целью добиться отмены запрета оказалось безрезультатным.
14 сентября 1943 года, через два дня после интронизации Патриарха Сергия (Страгородского), митрополит Анастасий сделал заявление о непризнании выборов Патриарха. Заявление было положительно оценено в МИД Германии и ходатайство Архиерейского Синода, в котором к тому времени оставалось всего 2 епископа (сам Анастасий и Серафим (Ляде)), о встрече епископов для решения кадровых вопросов было удовлетворено: было позволено провести в Вене целую архиерейскую конференцию. «Архиерейское совещание иерархов Православной Русской Церкви Заграницей», в котором участвовало 14 человек, включая двух представителей Белорусской Церкви, состоялась в Вене 21 — 26 октября 1943 года. Совещание приняло резолюцию о непризнании избрания «Патриарха Всероссийского в Москве», ввиду его неканоничности, и призвало на борьбу с коммунизмом «всех верующих Православной Русской Церкви на Родине и в рассеянии сущих»; третий принятый Совещанием документ — «Резолюция по вопросу о том, чем Церковь может содействовать борьбе с большевистским безбожием» — фактически содержал критику германской политики в отношении Русской Церкви и включал требования, направленные на предоставление ей большей свободы, в том числе и на оккупированных территориях. Несмотря на проведения подобной конференции немецкое руководство сохраняло прежнее недоверие к РПЦЗ и политику изоляции последней.
В сентябре 1944 года служащие и члены Синода покинули Белград и выехали в Вену, возложив возложении на протоиерея Иоанна Сокаля возглавление Епископского совета и управление русскими церковными общинами в Югославии. 10 ноября служащие и члены Синода РПЦЗ поселились в Карлсбаде. 14 ноября 1944 года в день занятия Белграда Красной армией Архиерейский Синод Сербской церкви отменил действие определения Архиерейского Собора от 31 августа 1921 года о принятии РПЦЗ под защиту с сохранением её самостоятельной юрисдикции на территории страны. В Германии митрополит Анастасий имел несколько встреч с генералом Власовым, благословил создание Русской освободительной армии (РОА). 18 ноября 1944 года он присутствовал в Берлине на торжественном собрании, провозгласившем учреждение Комитета освобождения народов России (КОНР) и 19 ноября в берлинском соборе произнёс речь, посвящённую учреждению комитета. В связи с приближением советских войск митрополит Анастасий и сотрудники Синода при содействии генерала Власова выехали в Баварию.
13 апреля 1945 года Архиерейский Синод Сербской православной церкви дал разрешение на канонический отпуск всем священникам РПЦЗ на территории Югославии, находившимся под покровительством Сербской церкви. В тот же день епископ Сергий (Ларин) воссоединил с Московским Патриархом русское духовенство в Белграде. Воссоединение русского духовенства через покаяние в расколе вызвало негодование сербских архиереев, поскольку они считали клириков РПЦЗ де факто состоящими в их юрисдикции. В течение апреля в клир Московского Патриархата были приняты все клирики РПЦЗ в Югославии. Требование епископа Сергия прекратить евхаристическое общение с «нашими эмигрантами, как раскольниками», а также его настойчивые попытки допиться осуждения РПЦЗ сербским духовенством были отвергнуты. 30 июня 1945 года югославскими властями были расстреляны Гермоген (Максимов) и ещё несколько руководителей Хорватской православной церкви, которая прекратила существование. Русская зарубежная церковь, встретившая войну в момент своего расцвета, к концу её была дезорганизована. Многим эмигрантам в силу отсутствия достоверной информации казалось, что она вообще прекратила существование. Наоборот, Русская православная церковь в СССР, встретившая войну полностью разгромленной, к концу 1945 года выглядела как сильная и влиятельная структура.

## РПЦЗ в 1945—1964 годах
10 августа 1945 года патриарх Алексий I обратился к архипастырям и клиру «так называемой карловацкой ориентации» с призывом к покаянию в учинённом разделении: «Над теми, кто останется и на этот раз глухим к нашему отеческому призыву, будет подтверждено вышеупомянутое решение Священного Синода Русской Православной Церкви 1934 года». В октябре того же года митрополит Анастасий ответил посланием, в котором назвал положение Церкви в СССР несвободным, «льготы», предоставленные ей — «слишком незначительными», неискренними и непрочными, констатировал, что в обмен на «долю свободы» Церковь в СССР должна была поступиться «своей внутренней независимостью». Своё послание он завершил словами: «Вполне правомочным судией между Зарубежными епископами и нынешним главою Русской Церкви мог быть только свободно и законно созванный и вполне независимый в своих решениях Всероссийский церковный Собор с участием по возможности всех заграничных и особенно заточённых ныне в России епископов». Тогда же получил хождение «Ответ вопрошающему по поводу обращения Московского Патриарха», написанный архимандритом Серафимом (Ивановым).
Несмотря на такое послание, переходы в Московский Патриархат продолжились. В августе 1945 года в Московский патриархат в сущем сане митрополита перешёл Серафим (Лукьянов) — глава Западно-Европейской епархии РПЦЗ. 15 октября 1945 года в Московский Патриархат были приняты русские приходы в Чехословакии во главе с епископом Сергием (Королёвым), а 23 октября — русские православные приходы Восточной Германии во главе с архиепископом Александром (Немоловским). Причём в отличие от духовенства в Югославии от них не требовали никакого покаяния. 30 октября 1945 года в юрисдикцию Московского патриархата был принят архиепископ Серафим (Соболев) вместе с семью русскими приходами в Болгарии. 27 октября того же года прибывший в Харбин епископ Елевферий (Воронцов) присоединил к Московскому патриархату духовенство и паству Харбинской епархии. 27 декабря того же года Священный Синод Русской православной церкви постановил считать воссоединёнными с Русской Православной Церковью с 26 октября архипастырей: митрополита Харбинского Мелетия, архиепископа Димитрия (Вознесенского), архиепископа Нестора (Анисимова), архиепископа Пекинского Виктора (Святина), епископа Цицикарского Ювеналия (Килина) и начальника Корейской Миссии архимандрита Поликарпа (Приймака), клир и мирян Харбинской епархии. Лишь викарный епископ Шанхайский Иоанн (Максимович) с верными ему клириками и мирянами (около 9 тысяч человек) сохранили верность Архиерейскому Синоду РПЦЗ. 31 декабря 1945 года указом Патриарха Алексия в Московский Патриархат был принят от архиепископ Григорий (Остроумов).
Место ушедших из РПЦЗ представителей белой эмиграции заняли «перемещённые лица»: военнопленные, жители оккупированных территорий, угнанные на работы в Германию и по разным причинам не пожелавшие вернуться на родину, а также деятели Русской освободительной армии. В связи с этим изменилось географическое распределение общин РПЦЗ. Если в период между двумя мировыми войнами центрами сосредоточения «карловчан» были Балканы и Китай, то теперь на первое место в Европе вышла Германия, где в первые послевоенные годы под «духовным окормлением» 22 «карловацких» священников состояло около 200 тысяч перемещённых лиц. Другим крупным центром проживания перемещённых лиц была Австрия. Духовенство РПЦЗ активно препятствовало попыткам оправки «перемещённых лиц» в СССР и добивалось возможности их выезда в Новый Свет. Благодаря активным действиям митрополита Анастасия епископат РПЦЗ пополнили 12 русских архиереев, служивших в годы войны на территории СССР: 6 сентября 1945 года пятеро проживавших в Германии иерархов Украинской автономной православной церкви подали прошение о присоединение к РПЦЗ, которое в тот же день было удовлетворено. 14 января 1946 года с аналогичным прошением обратились семь архиереев автономной Белорусской Церкви, и 23 февраля Синод принял их в юрисдикцию РПЦЗ. Данные иерархи, состоявшие в каноническом общении с Московским Патриархатом, принимались без какого либо чиноприёма. Эти архиереи приняли участие в первом послевоенном архиерейском соборе РПЦЗ, прошедшем с 6 по 10 мая 1946 года. Данный Собор утвердил присоединение к РПЦЗ иерархов Белорусской и Украинской автономных Церквей, а также объявил, Украинскую автокефальная церковь Поликарпа (Сикорского) как «безблагодатное сообщество». Собор способствовал консолидации разрозненного епископата РПЦЗ. 10 марта 1946 года на Западно-Европейскую кафедру был поставлен епископ Нафанаил (Львов), усилиями которого в 1946—1947 годы в Русскую Зарубежную Церковь вернулась значительная часть западноевропейских приходов, ранее уходивших в Московский Патриархат.
VII собор Северо-Американской митрополии под председательством митрополита Феофила (Пашковского), проходивший в 26-29 ноября 1946 года в Кливленде, вопреки желанию его организаторов, большинством (187) голосов постановил «просить Его Святейшество Патриарха Московского воссоединить нас в своё лоно… при условии сохранения нашей полной автономии», отказавшись при этом от административного подчинения Архиерейскому синоду РПЦЗ. Североамериканская митрополия оставляла за собой право быть независимой до той поры, пока Московская Патриархия не согласится принять её условия. Значительная часть участников собора (61 голос) во главе с архиепископом Виталием (Максименко) отказалась выходить из подчинения Архиерейского синода РПЦЗ. Кроме Виталия (Максименко) в подчинении РПЦЗ остались архиепископ Тихон (Троицкий), епископы Иероним (Чернов), Иоасаф (Скородумов) и Серафим (Иванов). 19 декабря 1947 года Собор «феофиловских» иерархов исключил архиепископа Виталия (Максименко) и его сторонников из состава митрополии и лишил их епархий. После бесплодных переговоров с посланниками Московского патриарха статус Северо-Американской митрополии оказался неопределённым и мог бы быть охарактеризован как фактическая самопровозглашённая автокефалия. 4 марта 1948 года Архиерейский Синод РПЦЗ констатировал состоявшийся разрыв и объявил о восстановлении своих епархий в Северной Америке. Представителем РПЦЗ в США и Канаде Синод назначил архиепископа Виталия (Максименко). После разделения с Северо-Американской митрополией у РПЦЗ не осталось собственных семинарий, поэтому в 1948 году на территории Свято-Троицкого монастыря в Джорданвилле была основана Свято-Троицкая духовная семинария. В 1956 году семинария получила аккредитацию как высшее учебное заведение США.
В 1948 года после образования Государства Израиль, которое было создано благодаря поддержке политического руководства СССР, в юрисдикцию Московского Патриархата перешла та часть Русской духовной миссии в Иерусалиме, которая находилась на его территории. С 1948 года началось массовое переселение русских перемещённых лиц из Германии и Австрии в США, Канаду, Австралию, Южную Америку, в связи с чем постепенно закрывались лагеря беженцев и приходы в них. Вместе с мирянами уезжало и духовенство. Так, в 1948—1950 годы штат священников Берлинско-Германской епархии РПЦЗ сократился более чем вполовину. В мае 1949 году РПЦЗ полностью лишилась паствы в Китае в связи эвакуацией оттуда неприсоединившихся к Московскому Патриархату русских беженцев на филиппинский остров Тубабао, откуда они вплоть до 1953 года выезжали в основном в США и Австралию. Прибывая в Новый Свет, эти священники зачастую не оставались в РПЦЗ, переходили в обособившуюся Северо-Американскую митрополию. При этом существенно изменилась среда, в которой жили русские беженцы: если ранее они жили в основном в православных странах (Югославия, Болгария) либо на территориях со значительным количеством русского населения в нехристианском окружении (Маньчжурия), то после Второй мировой войны русские эмигранты оказались рассеянными в инославной среде.
24 ноября 1950 года митрополит Анастасий (Грибановский) прибыл в США на постоянное жительство. К тому моменту положение РПЦЗ стало достаточно стабильным; в ней насчитывалось 22 архиерея, более 300 священников, около 230 приходов, десять монашеских обителей. В декабре 1950 года митрополит Анастасий предпринял попытку наладить отношения с новоизбранный главой Северо-Американской митрополии митрополитом Леонтием (Туркевичем), однако VIII Всеамериканской собор отрицательно оценил факт перемещения центра РПЦЗ в США, охарактеризовав это деяние как неканоничное. Собор определил: «Притязания Карловацко-Мюнхенского Синода и его домогательства подчинить себе Русскую Православную Церковь в Америке признать не имеющими под собою основания и не подлежащими удовлетворению». Собравшийся в том же месяце в Джорданвилле в составе 11 иерархов второй после окончания войны Архиерейский Собор РПЦЗ констатировал невозможность объединения. После этого Свято-Троицком монастыре впервые за всё время существования Зарубежной Русской Церкви, митрополит совершил чин мироварения и освящения мира, которое РПЦЗ получала прежде от Сербской Церкви.
В эти годы в РПЦЗ активно издавалась полемическая литература, направленная против Московского Патриархата, что во многом было ответом на пропаганду последней. Апологеты Московской Патриархии в то время клеймили представителей РПЦЗ как раскольников и политиканов, и защитники Зарубежной Церкви, не оставаясь в долгу, обвиняли московскую церковную власть во лжи и сотрудничестве с КГБ, уверяя, что иерархи Московского Патриархата являются сознательными сторонниками режима и врагами православия. Одним из основных аргументов, доказывавших по мнению апологетов РПЦЗ нелегитимность лояльной советским властям иерархии, было наличие в СССР мощного церковного подполья, для которого бежавшим из СССР деятелем иосифлянского движения Иваном Андреевым был введён специальный термин — «катакомбная церковь». После совершения панихиды по Сталину, которую Архиерейский собор РПЦЗ назвал «неслыханным в истории Церкви кощунством», было решено заявить о невозможности общения с «современной Московской Патриархией». Архиерейский собор в октябре 1953 года постановил принимать клириков Московской патриархии через покаяние и подтвердил, что Зарубежная Церковь не имеет общения с Московской Патриархией, а также призвал Поместные Церкви к разрыву с ней. Архиерейский Собор 1956 года объявил, что только «Катакомбная Церковь сохранила чистоту и верность духу древней Апостольской Церкви» и пользуется «уважением в народной среде». К Церквам, находившимся в странах «соцлагеря», за исключением Сербской, отношение постепенно становилось примерно таким же, как к Московской Патриархии. Имевшие место до переезда в США антиамериканские выпады уступили место новым оценкам США и американского народа в выступлениях деятелей и идеологов РПЦЗ, в которых США отводилась роль «главной силы, противостоящей богоборческому коммунизму».
В начале 1958 года талантливый инвестор и вице-председатель совета директоров Первого национального банка Бостона Сергей Семененко предоставил Архиерейскому Синоду РПЦЗ средства для приобретения и переустройства исторического особняка в Манхэттене, на углу Парк-авеню и 93-й улицы, освящённый 2 февраля 1958 года. Летом того же года состоялся переезд синодальных служб в новое помещение. 12/25 февраля 1959 года на заседании Архиерейского Синода РПЦЗ управляющий синодальной канцелярией протоиерей Георгий Граббе представил проект Устава Попечительства о нуждах РПЦЗ. Основная миссия фонда заключалась «изыскании материальных средств для содержания и расширения деятельности Русской Православной Церкви Заграницей». 4/17 марта 1959 года устав был введён в действие митрополитом Анастасием, который благословил начало деятельности Попечительства и утвердил состав правления и ревизионной комиссии. Новый уровень благосостояния, помноженный на развитую в США культуру благотворительности, дали возможность не просто выживать, но и начать возвращать Церкви то, что члены РПЦЗ получали от неё. С 18 октября по 14 ноября 1959 года в этом здании прошёл очередной архиерейский собор РПЦЗ, ставший беспрецедентным по продолжительности. 25 октября митрополит Анастасий возглавил великое освящение обустроенного в этом здании Знаменского синодального собора, ставшего местом пребывания Курско-Коренной иконы. 9 ноября 1959 года Собор предписал не только принимать клириков Московского Патриархата через публичное покаяние, но и проверять, не являются ли клирики «сознательными агентами безбожной власти». Тогда же была принята форма письменного заявления для клириков Московской Патриархии, которые в котором должны были каяться присоединяющиеся, являлось пребывание в клире Московской Патриархии, «находящейся в союзе с богоборческой властью». Также собор учредил Церковно-певческую комиссию при Архиерейском Синоде с целью повышения квалификации регентов.
В этот период, несмотря на попытки Московского Патриархата изолировать РПЦЗ, связи между РПЦЗ и поместными православными церквами не прерывались, хотя уже не были столь тесными, как в довоенные годы. Несмотря на напряжённость отношений, архиереи РПЦЗ допускали сослужение с представителями Северо-Американской митрополии и «евлогианской» Архиепископией православных русских церквей. Большое значение в сближении ветвей русского зарубежного православия играли паломничества на Святую Землю, которые организовывал викарий Архиепископии епископ Мефодий (Кульман). Но вместе с этим период 1950—1964 годов был отмечен постепенным удалением Русской Зарубежной Церкви от мирового православия. Стали раздаваться призывы прервать общение с поместными церквами по причине их общения с Московской Патриархией. 22 декабря 1960 года Троицком соборе Детройта без ведома Архиерейского Синода РПЦЗ Серафим (Иванов) и Феофил (Ионеску) архиереи рукоположили представителя флоринитской ветви греческого старостильного движения архимандрита Акакия (Паппаса) во епископа Талантайского; Феофил (Ионеску) при этом служил по новому стилю. В мае 1962 года архиепископ Серафим рекомендовал флоринитам другого иерарха — архиепископа Леонтия (Филипповича), который прибыл в Грецию и совместно с епископом Акакием (Паппасом) рукоположил для греческих старостильников пять новых епископов. 29 ноября 1962 года архиепископы Леонтий и Серафим хиротонисали для Северной Америки архимандрита Петра (Астифидиса). Свои действия архиепископ Леонтий объяснял тем, что в эпоху всеобщей апостасии необходимо содействовать гонимой греческой Истинно-православной церкви, подобной в своём исповедническом подвиге подобной гонимой «российской катакомбной Церкви». 30 ноября 1962 года Архиерейский Синод, обсудив эти хиротонии, отказался признать их законными. Но поддержка этого деяния со стороны архиепископа Иоанна (Максимовича) и Аверкия (Таушева) свидетельствовала, что значительная часть РПЦЗ уже была готова к радикальным шагам, направленным против Московского Патриархата и мирового православия. Митрополит Анастасий, возможно, сдерживал активность подчиненного ему епископата и духовенства, но принципиально уже ничего сделать не мог — радикализация РПЦЗ становилась реальностью. Одним из проявлений такой радикализации стало появление практики принятия в клир РПЦЗ клириков других поместных церквей без отпускных грамот. 24 апреля 1963 года Архиерейский собор РПЦЗ принял в свою юрисдикцию Болгарскую епархию в Америке после того, как её правящий архиерей Андрей (Петков) принял решение вернуться в подконтрольный советской власти Болгарскую православную церковь.
По мере фактического отхода от дел престарелого митрополита Анастасия, которому в 1963 году исполнилось 90 лет, в РПЦЗ в разгорелось противостояние между сторонниками архиепископа Иоанна (Максимовича) и сторонниками архиепископа Никона (Рклицкого), которые рассматривались как наиболее вероятные кандидаты в первоиерархи. Конфликт подогревался разным видением миссии РПЦЗ: если сторонники архиепископа Иоанна видели РПЦЗ открытой для всех и были котовы в некоторых случаях поступиться обрядом и календарём, то представители противоположной партии были склонны видеть в РПЦЗ структуру, главной задачей которой являлось хранение русских традиций. Различались и взгляды на церковное управление: святитель Иоанн и его сторонники видели в соборности живую, действующую основу церковного существования, то сторонники архиепископа Никона фактически выступили защитниками дореволюционной синодальной системы, что в условиях эмиграции означало курс на закрытость и диктат синодальной канцелярии, возглавляемой протопресвитером Григорием Граббе. 7 февраля 1964 года митрополит Анастасий объявил о своём желании уйти на покой ввиду преклонного возраста и состояния здоровья. Подлинной целью такого ухода было стремлением проконтролировать избрание своего преемника, с помощью своего авторитета не допустить потрясений, конфликтов и возможного раскола в РПЦЗ.

## При митрополите Филарете (Вознесенском)
27 мая 1964 года на архиерейском соборе 90-летний митрополит Анастасий (Грибановский) уходит на покой. Вместо него первоиерархом избирают викария Австралийской епархии епископа Брисбенского Филарета (Вознесенского), поставленного во епископа за год до этого. К тому времени в составе РПЦЗ было 23 архиерея, 318 священников, 350 приходов, 13 монастырей. Смена церковного лидера сразу же показала, что следующий этап жизни РПЦЗ будет иным. Так, на том же Соборе была совершена канонизация праведного Иоанна Кронштадтского — деяние, допустимое только в Поместных Церквах. Такая канонизация, от которого воздерживался митрополит Анастасий, свидетельствовала об трансформация самосознания руководства РПЦЗ и фактически означала, что последняя берёт на себя полномочия Всероссийской Церкви. Собор отметил, что гонения на Церковь в России только усиливаются, и наступило крайнее время, для того чтобы обратиться к молитвенному предстательству праведника.
Хотя избрание новым первоиерархом епископа Филарета было обусловлено тем, что он не принадлежал ни к одной из партий, но фактически с самого начала на него стал оказывать огромное влияние протопресвитер Григорий Граббе, ставший со временем его духовником. Будучи заведующим канцелярией Архиерейского синода, секретарём и духовником митрополита, протопресвитер Григорий Граббе отныне обладал не меньшей властью, чем первоиерарх. Митрополит Филарет закрывал глаза на его многочисленные нарушения и злоупотребления. Изоляция РПЦЗ стала усиливаться ещё более после принятия в её клир в 1965 году в РПЦЗ Спасо-Преображенского монастыря в Бостоне во главе с архимандритом Пантелеимоном (Митропулосом), принявший сан в Иерусалимском патриархате. По своим идеологическим воззрениям архимандрит Пантелеимон был весьма близок к протопресвитеру Георгию Граббе. Оба они стояли на позициях ревностной защиты политики самоизоляции РПЦЗ от вселенского православия, резкой критике Московского Патриархата и бичевании экуменического движения. Естественным следствием их мировоззренческого единомыслия стало слияние их и их сторонников в единую синодальную партию. Это обернулось поражением сторонников святителя Иоанна выигрышем партии архиепископ Никона, который в 1967 году стал первым заместителем председателя Синода. В 1976 году на посту первого заместителя его заменил человек из той же партии — архиепископ Серафим (Иванов).
С начала 1960-х годов значительно усилилась переписка с СССР, благодаря чему появилась возможность посылать в СССР письма религиозного содержания, прилагая к ним небольшие духовные брошюры и листовки. Руководство и официальные издания РПЦЗ поддержали военные действия США во Вьетнаме, видя в них борьбу с «безбожным коммунизмом», выступали против политики разрядки. Антивоенное движение в США и других странах осуждалось как отказ бороться со злом. При этом западный, в первую очередь, американский уклад жизни описывался без всякого восторга, а со временем всё более и более критиковался. Середина 1960-х — начало 1970-х годов стали периодом постоянных конфликтов в РПЦЗ. Гражданские судебные процессы, освящаемые в прессе, стали распространённым явлением. Многие миряне, создавая объединения, требовали расширения своих прав в РПЦЗ. Однако митрополит Филарет, будучи противником «церковной демократии», неоднократно выступал с её критикой. Проблема была насколько серьёзной, что Архиерейский собор 1967 года принял специальное определение против мирян, «стремящихся к ограничению богоустановленной епископской власти». 
После того, как «флоринитский» синод церкви ИПХ Греции обратился к новому Первоиерарху РПЦЗ митрополиту Филарету (Вознесенскому) с просьбой о признании архиерейских хиротоний, совершённых в 1962 году с участием архиепископа Леонтия (Филипповича), в скором времени на имя архиепископа Авксентия (Пастраса) пришёл ответ Архиерейского Синода РПЦЗ от 30 мая/12 июня 1969 года, в котором сообщалось о признании каноничности «флоринитской» иерархии и констатировался факт установления церковного общения между обеими юрисдикциями. Данное положение вновь было подтверждено Архиерейским синодом РПЦЗ в письме от 18/31 декабря 1969 года. В то же время начавшаяся подготовка к предоставлению Северо-Американской митрополии статуса автокефальной церкви со стороны Московского Патриархата вызвал резкое неприятие в РПЦЗ, что ещё сильнее усилило её изоляцию от остальных поместных православных церквей. Часть приходов Северо-Американской митрополии, которые не хотели иметь никакой связи с СССР и его институтами, перешли в РПЦЗ. 14 сентября 1971 года Архиерейский Собор РПЦЗ принял резолюцию, из которой следовало, что РПЦЗ находится в общении с «Катакомбной церковью», а не с Московским Патриархатом. 28 сентября 1971 года тот же собор постановил принимать всех инославных только через крещение.
Признание в 1969 году флоринитов со стороны РПЦЗ, сподвигал другую ветвь греческого старостильного движения, матфеевцев, к началу переговоров с РПЦЗ. Итогом этого стало то, что 29 сентября 1971 года Архиерейский Синод РПЦЗ постановил, что иерархи «матфеевской» юрисдикции «не погрешили против догматов Православия, но они погрешили против иерархического порядка, когда епископ Матфей рукоположил епископа единолично. Одно лишь признание этих хиротоний может послужить причиной соблазна». В связи с этим иерархи РПЦЗ предложили провести хиротесии над митрополитами Епифанием (Панайоту) и Каллистом (Макрисом), которые, в свою очередь, обязаны были произвести руковозложения над всеми «матфеевскими» клириками; также предлагалось восстановить евхаристичечкое общения между «матфеевским» и «флоринитским» синодами. В итоге 30 сентября того же года архиепископ Берлинский и Германский Филофей (Нарко) и епископ Брисбенский Константин (Ессенский) в Бостонском Спасо-Преображенском монастыре совершили хиротесию митрополита Каллиста, а 1 октября того же года — митрополита Епифания. Хотя хиротесия совершается вне алтаря и до начала литургии, в данном случае оба чинопоследования были совершены во время литургии, причём были полностью прочитаны молитвы из чинопоследования поставления епископа, что свидетельствует о том, что данное деяние рассматривалось Архиерейским Синодом РПЦЗ не иначе, как хиротония. Претензии на самоисключительность каждой из греческих старостильных группировок оказались непреодолимой пропастью в вопросе внутреннего единства греческого старостильного движения, и общение между матфеевцами и флоринитами установлено не было.
8—19 сентября 1974 года в Свято-Троицком монастыре в Джорданвилле прошёл Третий Всезарубежный собор РПЦЗ, в котором приняло участие 112 делегатов, в том числе 15 архиереев. Перед собором стояли прежде всего внутрицерковные, пастырские вопросы: обсуждались проблемы соблюдения «русского церковного быта» в сложных заграничных условиях, проблемы внутренней жизни отдельных приходов и епархий, особенно много времени уделялось приходским школам. Отмечался факт острого недостатка священнослужителей, причины чего виделись в общем для всех христианских вероисповеданий «омирщении духа», постепенной ассимиляции русской эмиграции с окружающей средой и материальной необеспеченности духовенства. В числе прочих деяний собор объявил дониконовские обряды православными и спасительными, а запрещения и клятвы соборов 1656 и 1667 годов — недействительными и «яко не бывшими». Собор констатировал отход эмигрантов от традиций и упадок веры. В том же году определением Архиерейского синода были утверждены следующие прошения о спасении России. На великой ектении «О страждущей стране Российстей и православных людех ея во отечестве и в рассеянии сущих и о спасении их Господу помолимся. О еже избавити люди своя от горького мучительства безбожныя власти, в нас же утвердити единомыслие, братолюбие и благочестие Господу помолимся». На сугубой ектении «О еже избавити люди своя от горького мучительства безбожныя власти»
Евхаристическое общение установленное с матфеевцами, оказалось недолгим. Одним из главных поводом для их недовольства было наличие в РПЦЗ приходов, где богослужение совершалось по новому стилю. В сентябре 1974 года в США была направлена делегация матфеевского синода. В качестве непременного условия продолжения дальнейшего общения между матфеевским синодом и РПЦЗ матфеевские иерархи указывали на необходимость подписания членами Архиерейского Синода РПЦЗ «Изложения веры», где помимо прочего анафематствовался новый календарный стиль. После того, как епископат РПЦЗ отказался от подписания «Изложения веры», матфеевский синод церкви ИПХ Греции в мае 1975 года объявил о предварительном разрыве отношений с иерархами РПЦЗ. Окончательный официальный разрыв с Архиерейским Синодом РПЦЗ матфеевская юрисдикция произвела 20 февраля 1976 года. Одновременно, в 1974 году флориниты раскололись на пять враждующих групп, и В 1975 году первоиерарх РПЦЗ митрополит Филарет (Вознесенский) заявил о разрыве церковного общения с флоринитским синодом церкви ИПХ Греции, за исключением митрополита Асторийского Петра (Астифидиса), святогорских монахов и «благочестивого народа». Ситуация стала ещё более обострилась, после того, как в 1977 году флориниты приняли без канонического отпуска клирика Женевской епархии РПЦЗ архимандрита Иоанна (Роша), вскоре после чего он принял великую схиму с именем Гавриил и в 1978 году хиротонисан во епископа Лиссабонского и Португальского. 10 ноября 1978 года архиепископ Антоний (Бартошевич) запретил всякое молитвенное общение как с архиепископом Афинским Авксентием, так и с епископом Гавриилом (Роша). Аналогичным образом в Монреале (Канада) без ведома Синода РПЦЗ был принят во флоринитскую юрисдикцию клирик из Чилийской епархии РПЦЗ. Такие действия были расценены иерархами РПЦЗ как вероломство. В итоге Архиерейский синод РПЦЗ принял официальное постановление от 11 мая 1979 года, констатировавшее свою нейтральную позицию в отношении внутренних греческих разногласий и призывавшее изыскать компромиссные способы преодоления раскола, а также привлечь к ответственности виновников всех без исключения незаконных хиротоний. Поскольку эти условия оказалось невыполнимыми, это повлекло за собой окончательное прекращение официальных отношений флоринитской и матфеевской юрисдикций с РПЦЗ.
Важнейшим церковно-политическим деянием РПЦЗ того периода стала совершённая 19 октября (1 ноября) 1981 года канонизация новомучеников и исповедников Российских и семьи последнего российского императора Николая II, которые именовались Царственными Мучениками. Согласно акту о канонизации, к лику святых причислялся весь многомиллионный сонм мучеников и исповедников, имена которых известны лишь Богу. При этом, поскольку обстоятельства жизни и смерти многих страдальцев были неизвестны, РПЦЗ решила ограничиться кратким поимённым списком святых с последующим его пополнением. С того времени со стороны Зарубежной Церкви стали звучать требования в адрес московской церковной власти канонизировать Николая II и новомучеников Российских в качестве условия для объединения с Церковью в Отечестве.
Ещё с 1960-х годов в РПЦЗ шли разговоры об осуждении экуменизма. После длительного обсуждения иерархи РПЦЗ пришли к мнению, что главная опасность экуменизма — это формирование убеждённости в возможности спасения вне Церкви. 16 сентября 1971 году экуменизм был назван ересью против догмата о Церкви. Архиерейский собор 1983 года также назвал экуменизм ересью «против догмата о единстве Церкви» и принял решение о его анафематствовании. В 1992 году епископ Манхэттенский Иларион (Капрал) свидетельствовал: «Текст анафемы был составлен в Свято-Преображенском монастыре и представлен еп. Григорию [Граббе] с предложением включить его в Чин Православия. Текст анафемы был… доставлен на Архиерейский Собор для обсуждения… не все были удовлетворены словами текста, составленного Свято-Преображенским монастырём. Некоторые епископы поняли, что текст анафемы не будет официально принят до тех пор, пока их возражения не будут рассмотрены. Епископ Григорий, бывший тогда секретарём Синода, решил, что текст анафемы был принят и опубликовал его в нашем церковном журнале». 31 января 1984 года Архиерейский синод РПЦЗ во исполнение решений собора официально принял соответствующий текст с осуждением экуменизма: «Нападающим на Церковь Христову и учащим, яко она разделися на ветви, яже разнятся своим учением и жизнью, и утверждающим Церковь не сущу видимо быти, но от ветвей, расколов и иноверий соединитися имать во едино тело; и тем, иже не различают истинного священства и таинств Церкве от еретических, но учат, яко крещение и евхаристия еретиков довлеют для спасения; и тем, иже имут общение с сими еретики или пособствуют им, или защищают их новую ересь экуменизма, мняще ю братскую любовь и единение разрозненных христиан быти; Анафема». Данная анафема была в первую очередь направлена против «теории ветвей» и учения о равноспасительности всех христианских конфессий. Под анафему также попадало и учение о спасительности таинств в инославии. В тексте анафематствовались и те, кто общается с экуменистами. Из-за того, что в тексте не пояснялось, о каком именно общении идёт речь, радикалы впоследствии порицали не только канонические нарушения, но даже гуманитарные контакты и богословский диалог.
К 1980-м годам подросло поколение, родившееся в эмиграции и имевшее серьёзные проблемы с русским языком, вследствие чего 6 августа 1984 года Архиерейский собор РПЦЗ принял определение о богослужебном употреблении местных языков вместо церковнославянского. В документе была подробно разработана система постепенного перехода в богослужении на местный язык: сначала вводилась исповедь на местном языке, потом на двух языках начинали совершаться некоторые ектении и проповедь, затем на двух языках начинали читать Евангелие и Апостол, затем некоторые возгласы начинали совершаться только на местном языке; только после этого в отдельные дни допускалось совершение богослужения полностью на местном языке. Подчёркивалось, что иностранный язык должен был вводиться только по инициативе «снизу». Тем не менее, богослужения на местных языках иногда вызывало неприятие, так как для эмигрантов православный храм был не только местом молитвы, но и средоточием всего русского. Несмотря на это, ассимиляция приводила к появлению русских приходов с богослужением на местных языках.

## При митрополите Виталии (Устинове)
22 января 1986 года Архиерейский Собор избирает новым первоиерархом РПЦЗ архиепископа Виталия (Устинова). Митрополит Виталий, опираясь на поддержку сочувствующих ему членов Архиерейского Синода, приложил все усилия к устранению закулисного влияния партии епископа Григория (Граббе). На основании документальных материалов и показаний свидетелей были вскрыты нравственные и финансовые преступления как самого епископа Григория (Граббе), так и членов его семьи. В частности, по обвинению в совершении крупных финансовых нарушений был отстранён от должности начальника Русской Духовной Миссии в Иерусалиме архимандрит Антоний (Граббе).
Одновременно с началом расследования скандальной деятельности архимандрита Антония (Граббе), в адрес настоятеля Спасо-Преображенского мужского монастыря в Бостоне архимандрита Пантелеимона (Метропулоса), а также большинства братии обители, было выдвинуто громкое обвинение в содомии. Выяснилось, что ещё в первой половине 1980-х годов на имя Первоиерарха РПЦЗ митрополита Филарета и в Архиерейский Синод РПЦЗ поступали неоднократные письменные жалобы бывших насельников обители иеромонаха Григория и схимонаха Афанасия, сообщавшие о неблаговидном поведении архимандрита Пантелеимона по отношению к ним. Однако расследование обстоятельств скандальных деяний наместника Бостонской обители всегда поручалось епископу Григорию (Граббе), который объяснял происходившее мстительностью и клеветой покинувших обитель иноков. Когда же началось расследование, появлялись новые свидетели и даже потерпевшие из числа бывших насельников, заявлявшие о тяжёлой атмосфере противоестественного порока, царившего в монастыре. 29 мая 1986 года обвинители и обвиняемые были вызваны на заседание Архиерейского Синода. Митрополит Пантелеимон категорически отрицал все выдвинутые против него обвинения и просил Синод об увольнении его на покой. Было принятие решения об отстранении архимандрита Пантелеймона, а подозревавшимся в содомском грехе иеромонаху Исааку (Адондакису) и иеромонаху Ефрему (Спаносу) было запрещено выступать в качестве кандидатов на должность настоятеля монастыря. Вопреки синодальному определению, братия Спасо-Преображенского монастыря избрала новым настоятелем иеромонаха Исаака. 25 ноября 1986 года вопрос незаконного избрания иеромонаха Исаака стал предметом рассмотрения на Архиерейском Синоде РПЦЗ, который запретил в священнослужении архимандрита Пантелеймона и иеромонаха Исаака были вплоть до окончательного решения вопроса Архиерейским Собором РПЦЗ. Не дожидаясь окончания процедуры судебного разбирательства, монастырь в спешном порядке покинул юрисдикцию РПЦЗ, о чём сообщалось в письме секретаря обители схимонаха Ефрема митрополиту Виталию от 8 декабря того же года. Братия монастыря заявляла о себе как о невинных жертвах злонамеренной клеветы, а свой конфликт с новым руководством РПЦЗ, а затем и уход из неё, архимандрит Пантелеимон и его сторонники обосновывали догматическими расхождениями с Синодом РПЦЗ, в том числе обвиняя последний в том, что он «необратимо уклонился в экуменизм», подразумевая под «экуменизмом», контакты с Сербским и Иерусалимским Патриархатами. За архимандритом Пантелеимоном последовали в общей сложности 25 священников и восемь диаконов. Кроме того, из юрисдикции РПЦЗ вышла «Французская Миссия» («Православная церковь Франции») во главе с архимандритом Амвросием (Фонтрие).
Важнейшим событием первых лет предстоятельства митрополита Виталия стала подготовка и празднование 1000-летия крещения Руси. 2-9 августа 1988 года проведён Архиерейский Собор и повсеместные торжества. Процесс подготовки к празднику оказал консолидирующее влияние в среде православной части русских диаспор за рубежом, а также оживил научно-публицистическую деятельность — вышло огромное количество публикаций, посвящённых осмыслению роли Русской православной церкви в построении государства и становлении русского менталитета. Немногочисленные попытки Московской Патриархии в тот период пойти на сближение с РПЦЗ не находят поддержки в РПЦЗ. Основная часть критики в адрес Московской Патриархии носит неконструктивный характер, сводясь к огульному очернению РПЦ и чрезмерно лояльному восприятию РПЦЗ. В то же время в СССР на волне демократизации и перестройки среди духовенства и мирян Русской православной церкви значительно возрастает интерес к РПЦЗ. Широкое распространение получили напечатанные в РПЦЗ издания, особенной популярностью пользовались репродукции иконы Новомучеников и Исповедников Российских, «от безбожных пострадавших», канонизацию которых РПЦЗ совершила в 1981 году. Среди некоторых кругов в РПЦ возникла надежда на то, что «здоровая и свободная» РПЦЗ сможет возглавить процесс духовного возрождения России, заменив скомпрометировавшее себя сотрудничеством с атеистической властью и КГБ священноначалие Московской Патриархии. Уже в 1989 году отдельные представители духовенства РПЦ заявляют о своём стремлении присоединиться к РПЦЗ.
В начале 1990 года клир и приход Цареконстантиновского храма в Суздале во главе с запрещённым в служении архимандритом Валентином (Русанцовым) принял решение о переходе в РПЦЗ. Поступок суздальской общины получил широкий резонанс в церковном и светском обществе. Общину, которая «пошла своим путём», поддержали демократические СМИ, некоторые депутаты Верховного Совета России. Существенную помощь архимандриту Валентину и общине в дни, когда они уже покинули РПЦ, но ещё не были официально приняты в РПЦЗ, оказала нонконформистская телепрограмма «Пятое колесо», а также московские газета «Московские новости» и журнал «Огонёк». 21 марта того же года Архиерейский синод принимает в клир РПЦЗ архимандрита Валентина, клириков и прихожан данного прихода. 6 апреля архимандрит Валентин привёл первое богослужение в Цареконстантиновском храме как клирик РПЦЗ. 15 мая 1990 года Архиерейский собор РПЦЗ, несмотря на несогласие ряда архипастырей, священников и мирян, принял «Положение о свободных приходах», которое предполагало начало легального существования епархий и приходов РПЦЗ на территории СССР, то есть на территории, входящей в юрисдикцию Московского патриархата. Самыми активными сторонниками создания легальных канонических структур РПЦЗ в России, альтернативных Московскому Патриархату, в конце 1980-х годов выступили диссиденты — как церковные, так и светские, — составлявшие демократическую оппозицию советскому режиму, выступавшие за скорейший демонтаж всей советской системы, в том числе «советской церкви». Появляется множество новых «юрисдикционных эмигрантов». Впрочем, далеко не все переходят в РПЦЗ из чисто идейных соображений. Кто-то покидает РПЦ из-за конфликтов с местным епархиальным начальством, кто-то из-за отказа руководства Московского патриархата рукоположить их в священный сан. В РПЦЗ стали переходить клирики РПЦ из чисто карьерных соображений, некоторые из них имели скандальную репутацию. Тем не менее все они принимались в РПЦЗ в силу удалённости и неискушённости в российских делах священноначалия РПЦЗ.
4 октября 1990 года Архиерейский Синод РПЦЗ назначил архимандрита Валентина (Русанцова) Экзархом Российской Православной Свободной Церкви и Управляющим делами при Суздальском епархиальном управлении с правом самостоятельного принятия духовенства и общин из Московского Патриархата. Архиерейский Собор Русской Православной Церкви, прошедший 25-27 октября 1990 года в связи с этим издал обращение «К архипастырям, пастырям и всем верным чадам Русской Православной Церкви», в котором призвал хранить единство Церкви, а к зарубежным иерархам обратился с братской просьбой не создавать новых препятствий для единства Церкви. Эта просьба не была услышана 10 февраля 1991 года в храме святого праведного Иова Многострадального в Брюсселе архимандрит Валентин (Русанцов) был хиротонисан во епископа Суздальского. В августе 1991 года патриарх Алексий II в Москве принял видного деятеля РПЦЗ Глеба Рара, передав через него иерархии РПЦЗ предложение о воссоединении Русской церкви при сохранении полной автономии. Архиерейский собор РПЦЗ, однако, это предложение отклонил. По словам Глеба Рара: «Мы надеялись, что в 1991—1992 годах воссоединение РПЦ и Русской Православной Церкви Зарубежом произойдет автоматически. И многие знакомые мне священники РПЦЗ тогда думали об этом. Однако все сорвалось из-за позиции митрополита Виталия (Устинова) <…>, который всегда был уверен, что с Москвой иметь дело нельзя». «Антипатриархийные» настроения и соответственно симпатии к РПЦЗ, в советской церковной среде особенно усилились после публикации в октябре 1991 году архивных материалов, свидетельствующих о сотрудничестве высших церковных иерархов Московского Патрирхата с советскими спецслужбами, обнаруженные в архиве КГБ двумя народными депутатами России, входившими в состав парламентской комиссии по расследованию причин и обстоятельств деятельности ГКЧП, священником Глебом Якунином и Львом Пономарёвым. В декабре 1991 года по оценке Александра Солдатова, РПЦЗ имела около 300 легальных и «катакомбных» общин в странах бывшего СССР. 1991 год он оценивает как период наиболее активного роста числа общин РПЦЗ на постсоветском пространстве.
В январе 1992 года, Архиерейский синод направил в Россию викария Западно-Европейской епархии РПЦЗ епископа Каннского Варнаву (Прокофьева) с поручением организовать постоянно действующее Синодальное подворье в Москве, которое осуществляло бы власть Архиерейского синода в России. По прибытии в Москву, по приглашению бывшего клирика Московского патриархата Алексия Аверьянова, Варнава открыл подворье РПЦЗ в одном из корпусов бывшей Марфо-Мариинской обители на Большой Ордынке, принадлежавшем городской поликлинике; там же разместился неофициальный штаб Национально-патриотического фронта «Память», возглавляемого Дмитрием Васильевым, что привело к ряду скандальных ситуаций. Связь с «Памятью» нанесла огромный ущерб репутации РПЦЗ в России: демократическая пресса, ранее единодушно поддерживавшая гонимую Церковь, в которой многие видели единственную здоровую альтернативу «красной патриархии», теперь говорила и писала об РПЦЗ только в негативных тонах. Помимо этого вмешательство епископа Варнавы, а точнее его секретаря протоиерея Аверьянова, в церковные дела других «российских» епархий РПЦЗ, принятие запрещённых другими архиереями клириков, фактическое управление приходами, подчинёнными другим епископам РПЦЗ, привели к полнейшему разладу церковного управления РПЦЗ в России.
После многократных обращений в Архиерейский Синод РПЦЗ с просьбой как-то разобрать спорные вопросы, связанные с вмешательством епископа Варнавы в дела Тамбовско-Обоянской епархии, 17 июля 1993 года Архиепископ Лазарь (Журбенко) провёл в Одессе съезд духовенства «Русской Истинно-Православной Церкви», который направил Архиерейскому Синоду РПЦЗ письмо, в котором, в частности, говорилось: «Епископат РПЦЗ не рассмотрел верно ситуацию, сложившуюся в нашем Отечестве, и вследствие этого принял ряд решений, ставящих Русскую Истинно-Православную Церковь, а также приходы, окормляемые Епископом Суздальским Валентином (Русанцовым), на грань разрыва с Зарубежной Церковью». Участники съезда заявили об административном отделении от Архиерейского Синода и самостоятельном управлении епархией на началах Указа Патриарха Тихона № 362 и призвали пересмотреть «принятые на основании непроверенных фактов решения в духе братской любви и взаимопонимания». В обращении к Всезарубежному Собору РПЦЗ участники съезда выдвинули целый список своих канонических претензий к РПЦЗ. В ответ Синод РПЦЗ увольняет архиепископа Лазаря на покой, лишая его права самостоятельного служения и управления приходами. Одновременно увольняется на покой и епископ Валентин, отказавшийся приехать на Архиерейский Собор «по состоянию здоровья», а фактически — в знак протеста. И Лазарь и Валентин запрету не подчинились, продолжив управлять своими епархиями, однако практически все «легальные» приходы архиепископа Лазаря и несколько «валентиновских» признают справедливость решений Синода и переходит в непосредственное управление первоиерарха РПЦЗ митрополита Виталия. 9 ноября 1993 года Архиерейский Синод РПЦЗ освободил епископа Варнаву от должности Синодального Представителя в России, но это уже не могло остановить резкий спад «карловацкого» движения на территории России и стран СНГ. У симпатизирующих Зарубежной Церкви клириков Московского Патриархата остывает стремление к переходу к зарубежникам.
В таких условиях ранее конфликтовавшие архиепископ Лазарь (Журбенко) и епископ Валентин (Русанцов) объединились. 22 марта 1994 года они образовали в Суздале независимое от Архиерейского синода РПЦЗ «Временное высшее церковное управление» (ВВЦУ). Председателем ВВЦУ избрали Архиепископа Лазаря, а его заместителем, который и стал фактически руководить новым органом церковной власти, епископа Валентина, возведённого Архиепископом Лазарем в сан архиепископа. Первыми деяниями ВВЦУ стало рукоположение новых епископов из числа ближайших сотрудников основателей ВВЦУ: со стороны Архиепископа Лазаря — Агафангела (Пашковского), со стороны епископа Валентина — Феодора (Гинеевского) и Серафима (Зинченко). Данной событие для многих клириков и мирян РПЦЗ стало неожиданностью и внесло ещё больший раскол в приходы РПЦЗ в России и странах СНГ. 4-5 апреля 1994 года Архиерейский Синод РПЦЗ признал незаконным создание Суздальского ВВЦУ, запретив в священнослужении архиепископа Лазаря и епископа Валентина и не признав хиротоний новых епископов, равно как и всех остальных решений ВВЦУ. В ноябре 1994 года на Архиерейском соборе в Леснинском монастыре было достигнуто временное примирение между РПЦЗ и ВВЦУ. 30 ноября была отменена «каноническая экстерриториальность»; территория бывшего СССР была разделена на шесть епархий, границы которых совпадали с административно-территориальными границами входивших в них областей, а именно: 1. Московская епархия; 2. Санкт-Петербургская и Северо-русская епархия; 3. Суздальская и Владимирская епархия; 4. Одесская и Тамбовская епархия; 5. Черноморская и Кубанская епархия; 6. Ишимская и Сибирская епархия. ВВЦУ упразднялось и его решения признавались не имеющими силы, епископ Валентин отказался от своего архиепископства, а новорукоположенные епископы должны были принести Архиерейскую присягу Архиерейскому Синоду, и только после этого они могли быть признаны законными архиереями. Вместо ВВЦУ создавалось Архиерейское совещание российских преосвященных, должность синодального представителя в России упразднялась. Эти решения получили общее название «Лесненский акт», который был подписан 1 декабря 1994 года. Несмотря, на примирения подписанный документ стал камнем преткновения в отношениях между российской частью РПЦЗ и зарубежным синодом. Преобразование епархий влекло за собой как перераспределение общин между Лазарем (Журбенко) и Валентином (Русанцовым), так и перерегистрацию епархии и приходов, что ставило перед многими зарубежниками дополнительные административные задачи, которые и без того решались не просто. В силу этих причин, а также недоверия к руководству РПЦЗ Валентин (Русанцов) и Лазарь (Журбенко) спустя месяц после подписания Лесненского акта, отказались признавать новое деление епархий. 22 февраля 1995 года Архиерейский Синод РПЦЗ запрещает в служении архиепископа Лазаря (Журбенко) и епископа Валентина (Русаленко) и не признаёт архиерейских хиротоний епископов Феодора (Гинеевского), Серафима (Зинченко) и Агафангела (Пашковского). 14 марта 1995 года Лазарь (Журбенко), Валентин (Русанцов), Феодор (Гинеевский), Серафим (Зинченко) и Агафангел (Пашковский) самовольно возобновили деятельность Суздальского ВВЦУ, образовав таким образом новую юрисдикцию, которую стала именоваться «Российской православной свободной церковью». Несколько позже Лазарь (Журбенко) и Агафангел (Пашковский) принесли покаяние и вернулись в РПЦЗ.
Новым поводом для размежевания между Архиерейским Синодом РПЦЗ и многими «зарубежными» приходами в странах бывшего СССР стал вопрос о «киприанизме». Ранее, 8 декабря 1992 года Архиерейский синод РПЦЗ вступил в евхаристическое общение с Румынской старостильной церковью, которая в свою очередь состояла в общении с Болгарской старостильной церковью и греческим «Синодом противостоящих» во главе с митрополитом Киприаном (Куцумбасом), что поставило вопрос об установлении общения и с ними. После проведённых переговоров 11 июля 1994 года Архиерейский собор РПЦЗ постановил «установить молитвенное и евхаристическое общение с греческим Старостильным Синодом Митрополита Киприана, а также с Преосвященным Фотием Триадицким, Болгарской Старостильной Православной Церкви». От большинства греческих старостильников Киприан (Куцумбас) отличался своей умеренной экклесиологией, признавая официальные поместные православные церкви погрешающими, но ещё не отторгнутыми от единого Тела Христова, а также позволяя своим последователям исповедоваться и причащаться в храмах Элладской Православной Церкви, одновременно допуская новостильников к своим таинствам. Некоторые наиболее радикальный клирики и миряне РПЦЗ вслед за критиками митрополита Киприана из числа греков-старостильников восприняли это учение как ересь. В конечном итоге многие из них покинули РПЦЗ и разбрелись по разным неканоническим юрисдикциям. После отделения «валентиновских» приходов в марте 1995 года в жизни российских приходов РПЦЗ наступило некоторое затишье. Епископ Евтихий (Курочкин), возглавивший после этого приходы во всём бывшем СССР кроме Черноморско-Кубанской епархии епископа Вениамина (Русаленко), периодически посещал свои обширные епархии; по его словам «чаще всего эти поездки были поездками разочарования. Часть священнослужителей не имела ставленнических документов, или находились под прещениями от Московского Патриарха. Поэтому первые два года я никого не рукополагал, а только запрещал в служении». В этот период на фоне уменьшения роста числа приходов получает распространение выезд российских священников за рубеж для постоянного служения на зарубежных приходах. 9 декабря 1995 года епископ Агафангел (Пашковский) принёс присягу в Синодальном соборе в Нью-Йорке и получил Ставленную грамоту с титулом епископа Симферопольского, после чего возвратился в Украину. В сентябре 1996 года Архиерейский Собор РПЦЗ лишил сана епископа Валентина (Русанцова), чем был ознаменован окончательный разрыв священноначалия РПЦЗ с РПСЦ, и возобновил деятельность Архиерейского совещания российских преосвященных, номинальным руководителем которого стал покаявшийся архиепископ Лазарь (Журбенко), а членами — епископы Вениамин (Русаленко), Евтихий (Курочкин), Агафангел (Пашковский). Российское архиерейское совещание было значительно ограничено в правах: никто из его членов не входил в состав Синода, а все решения вступали в силу только после их утверждения Архиерейским Синодом РПЦЗ. В 1994 году были основаны миссии РПЦЗ в Южной Корее и на Гаити. В 1997—1998 годах архиепископ Иларион (Капрал) принял под свой омофор несколько небольших групп западного обряда в Австралии, перешедших из англиканства. Однако эти миссионерские начинания практически не были замечены на фоне бурных конфликтов того периода.
Отношение представителей Московского Патриархата к РПЦЗ в 1990-е годы отличалось двойственностью. С одной стороны, РПЦЗ критиковали за отделение от Московского Патриархата и открытие собственных приходов на «канонической территории» РПЦ. В 1992 году была переиздана большим тиражом книга Сергея Троицкого «О неправде карловацкого раскола», выпускались статьи и брошюры того же характера. С другой стороны, в Московском Патриархате, за неимением собственных пособий, знакомили приходящих к ним с основами православия через труды писателей и богословов из РПЦЗ. Так, в учебных заведениях РПЦ оказались востребованы труды архиепископа Аверкия (Таушева) по Новому Завету, Н. Д. Тальберга — по истории, архиепископа Алипия (Гамановича) — по церковнославянскому языку, протопресвитера Михаила Помазанского — по догматическому богословию. Была переиздана книга епископа Митрофана (Зноско-Боровского) «Римо-католичество, протестантизм и сектантство». Первые сведения о Православии для многих началось с «Закона Божия» протоиерея Серафима Слободского. Огромную роль сыграли и сочинения иеромонаха Серафима (Роуза), в частности его труды против восточных культов, уфологии и харизматических практик. Пользовались популярностью труды архиепископа Серафима (Соболева), написанные им в период пребывания в РПЦЗ. В России узнали и полюбили архиепископа Иоанна (Максимовича), чьи жизнеописания стали издаваться большими тиражами.
5 июля 1997 года в ответ на отказ вопреки местному закону принять Патриарха Алексия II в принадлежавшем РПЦЗ Свято-Троицком монастыре в Хевроне на Святой Земле последний был захвачен вооружёнными силами Палестинской автономии по приказу Ясира Арафата и передан как подарок Московской Патриархии. Акт насилия, при котором присутствовали представители Московского Патриархата, поразил православную русскую диаспору, тесно связанную десятилетиями паломничеств со Святой Землей и её святынями. В том же году представители российских властей пытались осмотреть имущество в монастыре святого Харитона (РПЦЗ), однако израильские власти не допустили их на территорию обители, заявив, что не допустят «повторения Хеврона».
17 июля 1999 года появилось письмо 12 клириков Западно-Европейской епархии, которые возражали против возможного назначения епископа Амвросия (Кантакузена) на данную кафедру в связи с тяжёлой болезнью епископа Серафима (Дулгова), который должен был уйти на покой. В письме подчёркивалось, «что Владыка Амвросий открыто провозглашает себя единомышленником Владыки Марка». Вопреки письму Архиерейский Синод РПЦЗ, заседавший 14 и 15 сентября 1999 года постановил предоставить архиепископу Серафиму длительный отпуск, а временное попечение о приходах епархии, согласно воле архиепископа Серафима, распределялось между его викариями: епископом Канским Варнавой (Прокофьевым), которому досталась Франция и Португалия и епископом Амвросием (Кантакузеном), которому были отданы приходы в Бельгии, Голландии, Люксембурге, Италии и Швейцарии. В такой обстановке РПЦЗ встретила новость о том, что 13-16 августа 2000 года в Москве прошёл юбилейный Архиерейский собор Московского патриархата, на котором было принято несколько важнейших решений. Первое из них касалось канонизации Новомучеников и Исповедников Российских, часть из которых в не оказывала поддержки Заместителю Патриаршего Местоблюстителя митрополиту Сергию (Страгородскому). Вторым, не менее важным для РПЦЗ, решением было принятие «Основ Социальной концепции Русской Православной Церкви», в которой делалось заявление о возможности церковного призыва к гражданскому неповиновению православных христиан светским властям, в том случае, если последние принуждают граждан к действиям, противоречащим их нравственным убеждениям. Третьим документом стали «Основные принципы отношения Русской Православной Церкви к инославию», где полнота истины призналась только за Православием, а экуменический диалог рассматривался как свидетельство об истине перед инославным миром. Прошедший в октябре 2000 года в Нью-Йорке Архиерейский собор РПЦЗ высоко оценил итоги Архиерейского Собора Московского патриархата в Москве, констатировав, что нём «были сделаны значительные сдвиги в отношении оздоровления церковной жизни в России». Таким образом впервые за 80-летнюю историю РПЦЗ на соборном уровне одобрила действия руководства Московской Патриархии. Особенное одобрение членов Собора встретила канонизация Московским Патриархатом Собора Новомучеников Российских и Царственных мучеников. Архиереи высказались положительно по поводу некоторых пунктов «социальной концепции». В итоговых документах отмечено, что она «по существу перечеркивает „Декларацию“ митрополита Сергия 1927 года признанием главенства Божиих заповедей над теми требованиями мирских властей, которые привели бы к нарушению религиозных и нравственных основ». Была высказана целесообразность создания постоянной действующей комиссии по вопросам единства Русской Церкви при Архиерейском Синоде. Собор направил письмо Сербскому Патриарху Павлу с просьбой о посредничестве в переговорах с Московским патриархатом. Архиепископ Серафим (Дулгов) был отправлен на покой, а новым правящим Архиереем Западно-Европейской епархии вопреки ранее поданным протестам был назначен Амвросий (Кантакузен). Хотя большинство клириков и мирян РПЦЗ отнеслись к решения собора спокойно и с пониманием, его деяния вызвали протест со стороны враждебно настроенных к Московскому патриархату членов РПЦЗ по всему миру. На имя первоиерарха и Синода начали поступать десятки обращений от духовенства и мирян с просьбой отменить неправомерные, с их точки зрения, решения Архиерейского собора 2000 года о начале диалога с МП.
4 декабря 2000 года от имени митрополита Виталия было распространено послание, в котором говорилось о своем несогласии со многими решениями Собора. 15 января 2001 года викарий данной епархии епископ Вевейский Амвросий (Кантакузен) издал указ о запрещении в служении клирика храма-памятника Иова Многострадального в Брюсселе священника Николая Семёнова. При этом само временное назначение епископа Амвросия на Западно-Европейскую кафедру вместо болевшего епископа Серафима (Дулгова) фактически не признали епископ Варнава и значительная часть духовенства Франции. В конце января 37 клириков РПЦЗ написали открытое письмо на имя митрополита Виталия в защиту Николая Семёнова. В синод РПЦЗ и лично митрополиту Виталию было направлено несколько десятков писем в защиту Николая Семёнова. 8 февраля 2001 года Архиерейский Синод РПЦЗ под председательством митрополита Виталия сделал заявление о «внутреннем единстве» всех членов Синода. 23 апреля 2001 года Архиерейский синода РПЦЗ в Нью-Йорке под председательством митрополита Виталия запретил в служении девять клириков Западно-Европейской епархии. Причинами этого решения названы «нарушение церковной дисциплины», «неповиновение Высшей Церковной Власти» и «отказ поминать за богослужениями назначенного Архиерейским Собором 2000 года Епархиального Архиерея Преосвященнейшего Епископа Амвросия». Под указом стояла подпись в том числе председателя Архиерейского синода РПЦЗ митрополита Виталия. Запрещённые клирики не признали запрещение законным и 5 мая 2001 года написали «Обращение клириков Западно-Европейской епархии» с призывом «объединиться единомысленному духовенству и пастве в России и в рассеянии и мощно противостоять новому курсу в нашей Церкви». 4 июня 2001 года в Каннах был проведён Епархиальный съезд Западно-Европейской епархии по председательством епископа Варнавы. Таким образом, в РПЦЗ окончательно оформились две параллельных Западно-Европейских епархии, не признающих друг друга и апеллирующих к авторитету митрополита Виталия.
Митрополит Виталий, манипулируемый своим окружением, подписал «Окружное послание» с заявлением, что «Основы социальной концепции РПЦ» не могут перечеркнуть «предательскую Декларацию 1927 г.»; послание отрицало происходящее в России духовное возрождение и признало ошибочным создание комиссии по вопросам единства Русской Церкви. Открывшееся 10 июля 2001 года заседание Архиерейского Синода РПЦЗ оценило «Окружное послание» как ошибочное, после чего митрополит Виталий дал согласие уйти на покой. 13 июля постановлением Синода было определено, что до проведения внеочередного Архиерейского Собора в октябре того же года временное руководство РПЦЗ возлагается на архиепископа Сиракузского и Троицкого Лавра (Шкурлу)

## При митрополите Лавре (Шкурле)
6 октября 2001 года патриарх Алексий II и члены Священного Синода РПЦ обратились к членам Архиерейского Собора РПЦЗ с «Братским посланием», призвавшим «преодолеть застарелые подозрения и вражды». Собору Зарубежной Церкви было направлено подписанное многими клириками РПЦЗ «Обращение», выражавшее надежду, что члены Собора не отклонят «Братское послание» и начнут широкий диалог с Москоовским Патриархатом. В преддверии Архиерейского Собора РПЦЗ митрополит Виталий заявил о недопустимости диалога с Московской Патриархией и о нелегитимности Собора. Однако 23 октября, в день открытия Собора, направленная к митрополиту Виталию Собором комиссия из 3 архиереев получила его согласие на участие в Соборе. В тот же день митрополит Виталий написал заявление о своём уходе на покой и о согласии на избрание нового первоиерарха РПЦЗ. 24 октября, в день выборов, митрополит Виталий передал избирательной комиссии запечатанный конверт со своим бюллетенем и изъявил желание присутствовать при определении результатов голосования. Однако ближайшее окружение митрополита Виталия препятствовало ему участвовать в подсчете голосов. В тот же день на заседании Собора личный секретарь митрополита Людмила Роснянская была уволена с должности. Митрополит Виталий участвовал в вечернем заседании Собора, заняв председательское место, поздравил архиепископа Лавра (Шкурлу) с избранием на пост Первоиерарха РПЦЗ и заявил о передаче ему власти. Планировалось участие митрополита Виталия в настоловании новоизбранного митрополита, намеченном на 28 октября
Однако 25 октября Людмила Роснянская вместе с группой ранее отколовшихся от РПЦЗ мирян сделала попытку с помощью полиции заставить митрополита Виталия покинуть здание Синода, заявив, что он якобы насильственно там удерживается, лишённый пищи и необходимого медицинского ухода. Роснянской удалось уговорить иерарха уехать в Канаду, и в ночь на 26 октября митрополит Виталий был увезён из здания Синода в Спасо-Преображенский скит в Мансонвилле. 27 октября от имени митрополита Виталия было распространено «Чрезвычайное заявление», объявлявшее, что он снимает подпись «о своём добровольном уходе на покой и передаче моих полномочий архиепископу Лавру». 3 ноября лишённый сана епископ Варнава (Прокофьев) прибыл в Спасо-Преображенский скит в Мансонвилле, где положил начало неканонической «Русской православной церкви в изгнании» под формальным возглавлением митрополита Виталия, совершив хиротонию архимандрита Сергия (Киндякова) во епископа Мансонвильского, викария Канадской епархии, «в присутствии митрополита Виталия, но без его личного участия». Варнава тогда же стал заместителем митрополита Виталия. Спустя непродолжительное время были рукоположены Владимир (Целищев) (6 ноября 2001) и Варфоломей (Воробьёв) (11 ноября 2001) — «против воли Митр. Виталия и без его участия». Подавляющее большинство духовенства и мирян за границей остались верны Архиерейскому Синоду во главе с митрополитом Лавром. К РПЦЗ (В) примкнули лишь несколько священников в Америке и Канаде и восемь клириков во Франции, в то время как на постсоветском пространстве РПЦЗ(В) поддержали больше половины клириков РПЦЗ: архиепископ Лазарь (Журбенко), епископ Вениамин (Русаленко) и около 60 священников. Как отмечал Дмитрий Анашкин, популярность РПЦЗ(В) именно в России, заключалась как в том, что костяк этих приходов составляли люди, по идеологическим причинам покинувшие Московский Патриархат, так и в том, что почти все приходы РПЦЗ в России подверглись в той или иной форме гонениям со стороны Московского Патриархата или светских властей, подстрекаемых Московским Патриархатом, в связи с чем любая попытка договориться с последним воспринималась как предательство. В зарубежье же напротив — старых эмигрантов, отрицавших реальность произошедших в России перемен, становилось всё меньше, а прибывших после падения «железного занавеса» за рубеж в основном по экономическим соображениям соотечественников мало интересовали старые эмигрантские споры.
После того, как митрополит Марк (Арндт) на Архиерейском Соборе РПЦЗ в октябре 2000 года предложил проводить совместные конференции по осмыслению исторического пути Русской Церкви и подвига её Новомучеников, с 13 по 16 ноября 2001 года в Сентендре (Венгрия) состоялась конференция на тему «История Русской Православной Церкви в XX веке», посвящённая русской церковной истории 1917—1930-х годов. Почётным председателем конференции стал иерарх Сербской православной церкви епископ Даниил (Крстич), ведущим конференции и организатором — протоиерей Николай Артёмов. Впервые церковные учёные из Московского Патриархата и РПЦЗ смогли официально встретиться и обсудить спорные вопросы. С 13 по 16 ноябре 2002 года в Синодальной библиотеке Андреевского монастыря в Москве состоялась II конференция на ту же тематику, посвящённую истории 1930—1940-х годов. 24 сентября 2003 года в Генеральном консульстве России в Нью-Йорке состоялась встреча Президента Российской Федерации В. В. Путина с Председателем Архиерейского Синода Русской Зарубежной Церкви митрополитом Нью-Йоркским и Восточно-Американским Лавром. В. В. Путин передал митрополиту Лавру письмо от Патриарха Алексия. От своего имени и от имени Патриарха Московского и всея Руси Алексия Президент пригласил митрополита Лавра посетить Россию.
8—12 декабря 2003 года в Наяке, штат Нью-Йорк, состоялось Всезарубежное пастырское совещание, в котором приняли участие около 150 священнослужителей РПЦЗ. По инициативе организаторов были приглашены и три клирика Московского патриархата: наместник московского Сретенского монастыря архимандрит Тихон (Шевкунов), преподаватель Санкт-Петербургской духовной академии и семинарии протоиерей Георгий Митрофанов и доцент Московской духовной академии протоиерей Максим Козлов. Главной темой обсуждения был вопрос о взаимоотношениях Зарубежной церкви с церковью в Отечестве. Были высказаны разные мнения, однако в принятом участниками обращении сказано: «Мы можем единодушно заявить, что единство двух частей Русской Церкви, в России и за рубежом, — наше желание». 17 декабря 2003 года указом Архиерейского Собора РПЦЗ была образована Комиссия Русской Православной Церкви Заграницей по переговорам Комиссией Московского Патриархата, а 26 декабря 2003 года Священный Синод Московского Патриархата создал комиссию при Священном Синоде для переговоров с РПЦЗ.
14-28 мая 2004 года состоялся официальный визит делегации РПЦЗ во главе с митрополитом Лавром на переговоры с патриархом Алексием II, закончившийся встречей с президентом Владимиром Путиным. Итогом «стало твёрдое выражение общего желания» Московского Патриархата и РПЦЗ «восстановить евхаристическое общение и каноническое единство внутри Русской Православной Церкви». С 25 июля 2004 года по 28 февраля 2005 года состоялось принесение в пределы Русской православной церкви мощей преподобномучениц Великой княгини Елизаветы Фёдоровны и инокини Варвары. Программа принесения мощей стала первой совместной программой Московского Патриархата и РПЦЗ; она проводилась по благословению патриарха Алексия II и митрополита Лавра. Мощи посетили 71 епархию Русской православной церкви в России (от западных её рубежей до побережья Тихого океана), Белоруссии, Казахстане, Таджикистане, Киргизии, Азербайджане, в Прибалтике. 26—28 октября 2004 года в РПЦЗ из Гонконгской митрополии Константинопольского патриархата были приняты православные приходы в Индонезии, созданные благодаря миссионерским трудам архимандрита Даниила (Бьянторо).
17 октября 2005 года Синод противостоящих принял решение разорвать общение РПЦЗ, возглавляемой митрополитом Лавром, ввиду крайне негативного восприятия перспектив возвращения Русской Зарубежной Церкви в Московский Патриархат. 21 февраля 2006 года Архиерейский синод, рассмотрев последнее письмо митрополита Киприана (Куцумбаса) c извещением об этом разрыве, постановил признать общение с «Синодом противостоящих» прерванным, «что будет донесено до сведения Предстоятелей старостильных церквей Румынии и Болгарии».
7—14 мая 2006 года в Сан-Франциско состоялся Всезарубежный Собор РПЦЗ, который положительно оценил уже предпринятые шаги к восстановлению единства и одобрил проект Акта о каноническом общении с Московским патриархатом. Проект Акта был направлен в переговорные комиссии обеих Церквей для доработки и снятия вопросов, остающихся неурегулированными. 3 июля того же года по постановлению Архиерейского Синода РПЦЗ раскаявшийся в учинении раскола Варнава (Прокофьев) был восстановлен в епископском сане. Вместе с ним в РПЦЗ вернулся Михаило-Архангеловский храм в Каннах.
В преддверии подписания Акта о каноническом общении некоторые клирики и приходы стали переходить в «Русскую истинно-православную церковь». 2 мая 2007 году в юрисдикцию РИЦП ушёл Леснинский монастырь. 8 мая 2007 года в сопроводительном письме к указу о поминовении Патриарха Московского и всея Руси, отмечалось: «Архиерейский синод, следуя принципу икономии, постановил, что поминовение Священноначалия Московского Патриархата не вменяется в непременную обязанность там, где по разным причинам оно может привести к соблазнам». 16 мая 2007 года Священный Синод Московского Патриарха поручил епископу Евтихию (Курочкину) «временное архипастырское окормление бывших приходов Русской Зарубежной Церкви в России, согласно Приложению к Акту о каноническом общении» с назначением епископа Евтихия епископом Домодедовским, викарием Московской епархии.
17 мая 2007 года в храме Христа Спасителя Патриарх Алексий II и митрополит Лавр в присутствии президента России Владимира Путина торжественно подписали Акт о каноническом общении. После обмена речами Патриарх Алексий возглавил первую после восстановления единства Русской Православной Церкви совместную Божественную литургию. Патриарху Алексию и митрополиту Лавру сослужили шесть архиереев, 58 священников и 21 диакон из РПЦЗ и 14 архиереев, 58 священников и 12 протодиаконов Московского Патриарахата. Служба продолжалась больше пяти часов и совершалась с открытыми Царскими вратами, как на Пасху. После 2007 года на мирной ектении в РПЦЗ вместо «О еже избавити люди своя от горького мучительства безбожныя власти» стали возглашать «О еже избавити люди своя от враг видимых и невидимых».
17 мая 2007 года епископ Агафангел (Пашковский) заявил, что остаётся «на прежнем Положении о РПЦЗ — до подлинного разрешения принципиальных для всей нашей Церкви, вопросов. Продолжаю считать для себя указы и иные распоряжения любых инстанций церковной власти Московской Патриархии, не имеющими канонической силы». 20 мая он был запрещён в служении. Основная часть несогласных созвала 10-11 июля 2007 года в Троицком храме в нью-йоркском районе Астория собрание своих представителей, на котором учредила из числа собравшихся «Временное Высшее Церковное Управление Русской православной церкви Заграницей» (ВВЦУ РПЦЗ) во главе с епископом Агафангелом (Пашковским), таким образом оформив организационно раскол, получивший неофициальную аббревиатуру РПЦЗ(А). К нему примкнули в общей сложности него клириков РПЦЗ. Как и в 2001 году большинство отделившихся приходов находилось в странах бывшего СССР, так 22 клирика служила в Одесской епархии, в полном составе ушедшей в раскол. К Агафангелу ушли более половины приходов РПЦЗ в Южной Америке, причём в Бразилии ушли все из имевшихся семи приходов. Не имея возможности пополнить епископат, в 2007 году епископ Агафангел обратился за помощью к «Синоду противостоящих», и 7 декабря 2007 года с двумя иерархами данной юрисдикции рукоположил во епископа Андроника (Котлярова), а 8 декабря — Софрония (Мусиенко), положив начало собственному епископату РПЦЗ (А).

## При митрополите Иларионе (Капрале)
16 марта 2008 года скончался митрополит Лавр. 12 мая 2008 года новым первоиерархом был избран архиепископ Иларион (Капрал), сохранивший за собой Австралийскую епархию. 24—29 июня 2008 года состоялся первый с участием архиереев РПЦЗ Архиерейский собор Московского патриархата, который, среди прочего, принял поправки к Уставу Русской православной церкви (от 2000 года), которые определяют Русскую православную церковь заграницей как одну из самоуправляемых церквей Московского патриархата, а «нормы настоящего Устава применяются в ней с учётом Акта о каноническом общении от 17 мая 2007 года, а также Положения о Русской Православной Церкви Заграницей с изменениями и дополнениями, внесенными Архиерейским Собором Русской Зарубежной Церкви 13 мая 2008 года». С 17 октября по 17 ноября 2008 года в семи государствах и десяти городах Латинской Америки состоялись Дни России, в которых активное участие приняло духовенство РПЦЗ, в том числе первоиерарх РПЦЗ митрополит Иларион и епископ Каракасский Иоанн (Берзинь), для которого эта поездка стала первым посещением его епархии
12 сентября 2009 года после 90-летнего отсутствия состоялось принесение Курской-Коренной иконы в Россию. Делегацию священнослужителей из США возглавил Первоиерарх РПЦЗ митрополит Иларион. С 12 по 23 сентября икона находилась в храме Христа Спасителя. Перед иконой священнослужители московских храмов совершали молебны и читали акафисты. 22 сентября в Храм Христа Спасителя поклониться иконе прибыл глава Правительства В. В. Путин. 23 сентября икона, которую сопровождали Патриарх Кирилл и митрополит Восточно-Американский и Нью-Йоркский Иларион, была доставлена на самолёте в город Курск. Состоялся крестный ход с чудотворным образом до Знаменского кафедрального собора Курска, который возглавил Патриарх Кирилл. В крестном ходе приняли участие несколько тысяч человек. Улицы, по которым следовала процессия со святыней, верующие усыпали живыми цветами. За время пребывания чудотворной иконы Божией Матери «Знамение» на Курской земле к ней пришли поклониться около 300 тысяч верующих. 2 октября икона была возвращена в Нью-Йорк.
5 мая 2009 года решением Архиерейского собора РПЦЗ была образована комиссия по диалогу с Православной церковью в Америке. 16 ноября того же года в резиденции предстоятеля Православной церкви в Америке в Сайоссете (штат Нью-Йорк) состоялась встреча митрополита всея Америки и Канады Ионы (Паффхаузена) и первоиерарха РПЦЗ митрополита Восточно-Американского и Нью-Йоркского Илариона, во время которой они совершили заупокойную литию с поминовением скончавшегося накануне патриарха Сербского Павла. Итогом данных переговоров было стало полное восстановление евхаристического общения, произошедшее 24 мая 2011 года в храме Святителя Николая в Нью-Йорке, где предстоятели ПЦА и РПЦЗ совместно отслужили Божественную литургию. При митрополите Иларионе (Капрале) РПЦЗ восстановила евхаристическое общение с остальными Поместными православными церквами; так, в его циркуляре от 20 июня 2011 года отмечается: «Хотя вследствие многих причин наше общение с большинством [Поместных православных церквей] de facto десятилетиями не имелось, оно de jure никогда не прерывалось, и поэтому в формальном восстановлении не нуждается». Констатировалось, что РПЦЗ состоит в общении с Константинопольской, Александрийской, Антиохийской, Иерусалимской, Грузинской, Сербской, Румынская, Болгарской, Кипрской, Элладской, Албанской, Польской церквами, Православная церковью Чешских земель и Словакии и Православной церковью в Америке
В ноябре 2010 года стало известно, что в РПЦЗ принята целая неканоническая юрисдикция западного обряда, насчитывавшая десять приходов, и сформировавшая Братство Святого Григория Великого. Таким образом, к 1 января 2011 года в составе РПЦЗ находилось более 20 приходов, использующих западный обряд. 17 мая 2011 года приходы западного обряда были выделены в отдельный викариат, епископ Иероним (Шо) был назначен помощником первоиерарха РПЦЗ по управлению этими общинами. Однако вскоре встал вопрос: принимать ли только обряд или всю западную традицию. Категорическое неприятие Архиерейского Синода РПЦЗ вызвало рукоположение епископом Иеронимом за литургией группы лиц, что противоречит как православной традиции, так и каноническому праву, а в западной традиции является нормой. Также встал вопрос, нужно ли сохранять ли в западном обряде орденское монашество и обязательный целибат духовенства. Удаления из Символа веры филиокве, введения Восточной Пасхалии и причастия под двумя видами для интеграции западного обряда в православие оказалось недостаточно.
В феврале 2013 года на Архиерейском соборе Русской православной церкви патриарх Кирилл в докладе отметил: «Служение Русской Зарубежной Церкви трудно переоценить. Многие приходы этой самоуправляемой части Русской Православной Церкви имеют давнюю историю и связаны с жизнью нескольких поколений людей, оказавшихся волею судеб за пределами Отечества. После подписания Акта о каноническом общении наступил новый этап в их истории. Наши соотечественники стали наполнять храмы Русской Зарубежной Церкви, становиться активными тружениками по возрождению в них церковной жизни. Мы стараемся помогать этим приходам кадрами священнослужителей и монашествующих в тех местах, где есть трудности. Сообща решаются вопросы восстановления храмов и оснащения их утварью. Особенно отрадно наблюдать совместную работу молодёжи наших приходов».
18 октября 2018 года Архиерейский синод принял решение о разрыве евхаристического общения с Константинопольским патриархатом в связи с тем, что 11 октября Синод Константинопольского патриархата в Стамбуле лишил юридической силы свой указ от 1686 года о передаче Киевской митрополии Москве, объявил о создании своего подворья в Киеве и реабилитировал лидеров самопровозглашённых православных юрисдикций на Украине.
В июне 2019 года Архиерейский Синод РПЦЗ постановил объединить Великобританскую и Западно-Европейскую епархии под омофором правящего архиерея с титулом «епископ Лондонский и Западно-Европейский».
2 ноября 2019 года клирики Индонезийской миссии РПЦЗ, входившей в состав Австралийско-Новозеландской епархии РПЦЗ, приняли решение перейти под единое духовное руководство Сингапурской епархии Московского Патриархата по причине отсутствия епархиальных структур РПЦЗ в Индонезии и исходя из пастырских соображений. 15 декабря 2019 года Ямайская православная миссия, созданная 24 апреля 2015 года в составе Мексиканской митрополии Константинопольского патриархата, проголосовала за присоединение к РПЦЗ. На тот момент миссия состояла из двух приходов, которые насчитывали 15 крещённых православных христиан, 7 катехизаторов и более 30 оглашенных. Велась работа по созданию других общин по всему острову.
В 2019 году из РПЦЗ в Американскую архиепископию Константинпольского патриархата самовольно перешли архимандрит Александр (Беля) и протоиерей Александр Беля с возглавляемым ими собором святой Матроны Московской в Майами, монастырём святого Николая Чудотворца в Форт-Майерс-Бич и собором святого Иоанна Предтечи в Бруклине. 9 марта 2020 года в составе Американской архиепископии было создано «Викариатство для православных христианских общин славянской традиции» (кратко «Славянское викариатство»).
Пандемия COVID-19 и связанные с ней ограничения помешали полноценно отпраздновать запланированное на 2020 год 100-летие РПЦЗ. 23-25 ноября 2021 года в конференц-зале гостиницы «Энвой» в Белграде и в Духовной семинарии в Сремских Карловцах состоялось научная конференция «Связь времён: итоги и перспективы. К столетию Русской Зарубежной Церкви», организованная организована Архивом Сербской Православной Церкви и Свято-Троицкой семинарией в Джорданвилле.

## При митрополите Николае (Ольховском)
16 мая 2022 года скончался митрополит Иларион. Обязанности первоиерарха РПЦЗ перешли к митрополиту Марку (Арндту) как первому заместителю председателя Архиерейского Синода РПЦЗ. 13 сентября 2022 года Архиерейский собор РПЦЗ избрал епископа Николай (Ольховского) новым Первоиерархом РПЦЗ. 18 сентября состоялась его интронизация. В 2024 году миссия РПЦЗ в Уганде в составе четырёх приходов и двух клириков, действовавшая с 1980-х годов, перешла в состав Патриаршего экзархата Африки.

## Изучение истории РПЦЗ

### В Русском зарубежье в XX веке
История РПЦЗ впервые стала исследоваться в самом русском зарубежье. Однако так как в церковном отношении русская диаспора была разделена по меньшей мере на четыре части — зарубежные приходы Московского Патриархата, РПЦЗ, Западно-Европейский экзархат и Северо-Американская митрополия — большую часть XX века представители каждой из них доказывали правильность своей позиции и критиковали действия остальных. Часто зарубежные авторы, даже желая описать ситуацию беспристрастно, начинали безосновательно оправдывать одних и столь же безосновательно обвинять других.

#### В РПЦЗ
К числу сочинений в защиту канонического положения РПЦЗ принадлежат труды профессора Сергея Троицкого, написанные в межвоенный период. В труде «Размежевание или раскол» (1932) он доказывает, что юрисдикции русских архиереев в Америке, Западной Европе, на Дальнем Востоке и на Балканах имеют право на вполне законное самостоятельное существование. В трудах «Возможность и юридическая правильность основания русской епархии в Бельгии, подчинённой русскому Синоду в Югославии» (1939) и «Правовое положение Русской Церкви в Югославии» (1940) автор прямо защищает Архиерейский синод РПЦЗ и пишет, что приходы в Западной Европе должны подчиняться ему.
Самым обширным трудом по истории РПЦЗ, написанным лицом, к ней принадлежащим, является сочинение епископа (затем архиепископа) Никона (Рклицкого) «Жизнеописание Блаженнейшего Антония, митрополита Киевского и Галицкого» (1957—1969), где подробно говорится об истории РПЦЗ, указаны основные вехи её пути, помещено немало интересных документов, касающихся её жизни, приведены и различные статьи, принадлежащие митрополиту Антонию и относящиеся к событиям того времени. Вместе с тем автор некритично относится как к личности митрополита Антония, так и к действиям Архиерейского синода РПЦЗ и не пытается понять позицию представителей другого лагеря. Стремясь придать книге большую убедительность, автор приводит лишь те документы, которые говорят в пользу РПЦЗ, замалчивая невыгодные для РПЦЗ моменты.
Апологетом Зарубежной церкви был и протопресвитер Михаил Польский. Главный его труд, посвящённый РПЦЗ, — «Каноническое положение Высшей Церковной власти в СССР и за границей». Как отметил Андрей Кострюков, Михаил Польский был очевидцем того, что творилось в Церкви, и сейчас, с открытием архивов, многие его свидетельства нашли подтверждение. Вместе с тем принадлежность автора к РПЦЗ — одной из сторон конфликта — дала о себе знать умалчиванием некоторых «невыгодных» для неё фактов.
Ряд апологетических трудов о РПЦЗ был написан протопресвитером Георгием Граббе, впоследствии епископом Григорием: «Церковь и государство в будущей России» (1931), «Правда о Русской Церкви на родине и за рубежом (по поводу книги С. В. Троицкого „О неправде Карловацкого раскола“)» (1961) и «К истории русских церковных разделений за границей» (1992) и другие. Работы этого автора, знавшего ситуацию в руководстве РПЦЗ изнутри на протяжении многих десятилетий, помогают понять, чем обосновывали свою позицию зарубежные иерархи. Слабым местом его работ является предвзятость, а приводимые им суждения, по словам Андрея Кострюкова, «часто голословны и малоубедительны».
Архиепископ Иоанн (Максимович) написал труд «Краткая история РПЦЗ», где он говорит, как развивалась Зарубежная церковь в 1920—1930‑е годы, почему не были приняты указы патриарха Тихона и митрополита Сергия, приводит в качестве примеров аналогии из истории, а также собственные доказательства, которые, в целом, не отличаются от общепринятых в Зарубежной церкви. При этом архиепископ Иоанн не берёт на себя роль судьи Церкви в Отечестве.
Граф А. А. Соллогуб подготовил двухтомный труд «Русская Православная Церковь Заграницей», выход которого в 1968 году стал большим событием в Русском зарубежье. Впрочем, данный труд нельзя назвать научной монографией; в действительности он представляет собой беглый обзор истории РПЦЗ, дополненный подробным описанием всех приходов, находившихся в подчинении РПЦЗ на момент написания книги. Немецкий церковный историк Гернот Зайде, в дальнейшем ставший православным священником с именем Георгий, в нескольких своих книгах на немецком языке описал общую историю РПЦЗ, однако многие важные сюжеты у него изложены слишком кратко.
Ряд трудов на данную тему выпустил Михаил Назаров, однако его книги, как отмечает Михаил Шкаровский, представляют собой скорее историософские, чем научно-исторические труды. Они пронизаны идеологическими концепциями о «всемирном заговоре» и практически не имеют научно-справочного аппарата.

#### Прочие юрисдикции
К числу зарубежных авторов, критически писавших о РПЦЗ, принадлежал профессор Иринарх Стратонов, который всегда последователен в поддержке Московской Патриархии, даже когда не был согласен с её действиями. В эмиграции он написал несколько трудов: «Документы Всероссийской Патриаршей Церкви» (1927), «Развитие церковной смуты» (1928), «Происхождение современного устройства Патриаршей Церкви» (1933), «Русская церковная смута (1921—1931)» (1932). Стратонов радужными красками описывает жизнь верующих после 1919 года, все беды которых начались исключительно по вине Зарубежной Церкви. Он прямо проводит мысль, что и гонения на Русскую Церковь, и обновленческий раскол возникли вследствие принятия Карловацким Собором обращений «Чадам Русской Православной Церкви в рассеянии и изгнании сущим» и к Генуэзской конференции. Ещё один недостаток работы И. А. Стратонова — объяснение всех поступков зарубежных архиереев исключительно политическими мотивами и желанием восхитить власть над Церковью в России.
Писал против Зарубежной Церкви и митрополит Елевферий (Богоявленский). Основное сочинение его на эту тему — «Неделя в Патриархии» (1933). Искренняя верность митрополита Елевферия митрополиту Сергию (Страгородскому) приводит к тому, что он пытается оправдать в деятельности последнего и довольно спорные поступки. С попыткой оправдания митрополита Сергия связана и его критика в адрес РПЦЗ, которая, впрочем не была сопряжена с личной неприязнью.
В послевоенное время непримиримым критиком РПЦЗ стал её бывший защитник Сергей Троицкий, который встал на путь полного оправдания действий Московской Патриархии и полного признания виновности Зарубежного Синода. К этому периоду принадлежат его труды «История самочинной карловацкой организации» (после 1935), «О неправде карловацкого раскола» (1960), «Идеология карловацкого раскола». Данные труды носят скорее агитационный, чем научный характер. В поздних трудах Троицкий не опровергал, а замалчивал свои прежние доводы в пользу РПЦЗ. Труды Троицкого, Стратонова и митрополита Елевферия содержат все основные положения антикарловацкой критики, и последующие писатели только повторяли сказанное ими.
Критически оценивал РПЦЗ канадский профессор Дмитрий Поспеловский в своих трудах «Русская Православная Церковь в XX веке» и «Православная Церковь в истории Руси, России и СССР». Его трудам часто не хватает объективности: он явно симпатизировал русскому Западно-Европейскому экзархату и ПЦА, к которой сам принадлежал; РПЦЗ же он характеризовал как несомненный раскол, для которого он не находил ни одного слова оправдания, обвиняя духовенство РПЦЗ в оставлении паствы «на произвол судьбы» и «правом политиканстве».
В 2001 году вышла монография Владимира Мосса «Православная церковь на перепутье (1917—1999)», где автор в том числе подробного анализирует положения РПЦЗ. Мосс приводит интересные факты, но при этом он далёк от объективности в силу явного пристрастия к антиэкуменическим течениям, что как правило, мешает объективному изучению исторических событий (на момент написания книги он пребывал в РПАЦ).

### В Советском Союзе
В СССР история РПЦЗ серьёзно не изучалась. Труды советских исследователей, посвящённые русской церковной эмиграции, и в частности РПЦЗ, носили преимущественно политический и полемический характер. Научный анализ деятельности РПЦЗ в задачи этих авторов не входил. По форме они носили очень общий, обзорный характер и несли отпечаток негативного отношения к религии в целом. Плохо разбираясь в церковных канонах, советские нецерковные авторы стремились произвести эффект на советского читателя не научными доводами, а путём внешних эффектов, делая упор на контрреволюционности и «черносотенстве» иерархов-эмигрантов, на поддержке некоторыми ни гитлеровской Германии и прочем. Русской церковной эмиграции специально были посвящены книги А. А. Сулацкова, А. И. Руденко, Н. С. Гордиенко, П. М. Комарова, П. К. Курочкина. В них церковная диаспора, особенно РПЦЗ почти всегда характеризуется резко негативно, как враждебная антисоветская сила, с которой следует активно бороться. Всё духовенство РПЦЗ обвинялось в «социальном предательстве» и «национальной измене». Отличительной чертой этих работ было почти полное отсутствие документальной базы исследований. Сведения об РПЦЗ эти авторы черпали в основном из эмигрантских исследований.
На труды советских церковных историков, которые являлись священнослужителями и мирянами Московского Патриархата, до начала 2000-х годов ощутимо влияла их принадлежность к Московскому Патриархату. Как правило, доказывалась оправданность церковной позиции руководства Московского Патриархата, несколько идеализировалось его отношение к советской власти, а деятельность РПЦЗ нередко оценивалась излишне критически. Соответствующие работы представляли собой перечень канонических нарушений со стороны РПЦЗ, сопровождаемый, как правило, достаточно пристрастными комментариями. Доцент Ленинградской духовной академии Александр Шишкин (бывший обновленец) приводит длинный список цитат о невозможности спасения вне Церкви и заявляет, что «общество раскольников-карловчан» к Церкви не принадлежит. Анатолий Ведерников, Александр Осипов и епископ Сергий (Ларин) обвиняли РПЦЗ в оставлении своей паствы, увлечении политикой и непослушании. Некоторые авторы, как протоиерей Иоанн Потапов, вовсе уходят от серьёзной критики, а сводят всё только к оскорблениям. Ничего, кроме оскорблений, не внесли в историографию данной проблемы и труды профессора Московской Духовной академии Ивана Шабатина, для которого выступления «заграничных самочинников» были вызваны ни чем иным, как только ненавистью к своему народу
После начала открытия в 1990 году сети параллельных приходов на территории СССР, появился целый ряд «антикарловацких» статей и брошюр, где помимо критики неканонических действий руководства РПЦЗ в 1990-е годы, авторы пытались доказать, что РПЦЗ была расколом чуть ли не со дня своего основания.

### В постсоветской России
Вместе с тем, с начала 1990-х годов стала быстро расти новая российская историография темы, где авторы старались отойти от предвзятых оценок и дать более объективную картину. Усилившееся обращение учёных к теме было вызвано качественно новым отношением в условиях перестройки к малоизученным проблемам, неизвестным фактам истории российской диаспоры. Отечественные историки получили доступ ко многим документам центральных и местных архивов, к исследованиям зарубежных авторов. Первоначально большинство российских историков — В. А. Алексеев, М. И. Одинцов, Ю. А. Бабинов, М. Н. Бессонов и другие сохраняли приверженность некоторым прежним концепциям, приукрашавшим религиозную политику советского государства и очернявшим русскую церковную эмиграцию. Но постепенно под влиянием знакомства с рассекреченными документами взгляды этих историков становились более объективными. В дальнейшем появились и принципиально новые работы следующего поколения российских учёных: А. В. Попова, А. Б. Ефимова, В. В. Антонова, А. В. Беляевой, Н. П. Крадина, С. С. Левошко, А. К. Никитина, С. А. Фомина, О. Ю. Васильевой, А. Н. Кашеварова, М. В. Шкаровского и другие.
Церковные историки Московского Патриархата также отказались от оскорбительного тона в отношении Зарубежной Церкви и попытались изложить её историю без полемического задора. Первым крупным трудом по истории РПЦЗ, вышедшем после распада СССР, был исследование профессора Московской Духовной академии протоиерея Владислава Цыпина «История Русской Церкви», где Русской Зарубежной Церкви посвящён довольно обширный раздел. Ещё один труд, посвященный вопросу отношений Московской Патриархии с Зарубежной Церковью — книга священника (ныне протоиерея) Георгия Митрофанова «Православная Церковь в России и в эмиграции в 1920‑е годы». В книге проводится мысль, что Зарубежная Церковь всегда стремилась захватить власть над Церковью в России. Автор впоследствии объяснял это тем, что «книга была написана в определённое время, когда остро стояла проблема появления приходов, подчиняющихся Русской Зарубежной Церкви, и книга определена задачей этому противостоять».
Наиболее существенный вклад в изучение истории РПЦЗ внёс доктор исторических наук, профессор ПСТГУ Андрей Кострюков, разрабатывающий эту тему с середины 2000-х годов. В 2007 году он выпустил монографию «Русская Зарубежная Церковь в первой половине 1920-х годов. Организация церковного управления в эмиграции и его отношения с Московской Патриархией при жизни Патриарха Тихона». В 2011 году вышла его монография «Русская Зарубежная Церковь в 1925—1938 гг. Юрисдикционные конфликты и отношения с московской церковной властью». В 2015 году вышла его монография «Русская Зарубежная Церковь в 1939—1964 гг.: Административное устройство и отношения с Церковью в Отечестве». Доктор исторических наук Александр Корнилов отметил, что монография «опирается на очень солидный и разнообразный фонд оригинальных источников», а также что историю РПЦЗ «целиком и в ракурсе административного устройства ещё не рассматривался в отечественной и зарубежной историографии». В 2021 году вышла его монография «Русская Зарубежная Церковь при митрополите Филарете (Вознесенском)». Константин Обозный отмечал, что «Монография Андрея Александровича Кострюкова вносит серьезный вклад в изучение поздней истории Зарубежной церкви. Без этого труда уже не обойдётся никто из последующих исследователей этих непростых страниц православия в эмиграции». Кроме того в 2024 году вышло подготовленное им учебное пособие «История Русской Зарубежной Церкви: 1920—2007». Кроме того, Андрей Кострюков за это время опубликовал более ста статей по истории РПЦЗ.